# FC Barcelona
Az FC Barcelona Spanyolország Katalónia tartományának labdarúgócsapata. A klub a spanyol labdarúgó-bajnokság kezdetétől megszakítás nélkül részt vesz az első osztály bajnoki küzdelmeiben. Az egyesületet 1899. november 29-én alapította a svájci Hans Gamper. Az FC Barcelona előbb a katalán regionális bajnokságban és a spanyol labdarúgókupában, később pedig az 1928-ban megalakított egységes spanyol labdarúgó-bajnokságban és a nemzetközi kupákban vált a spanyol, valamint a nemzetközi labdarúgás egyik legmeghatározóbb egyesületévé.
A klub jelentősebb eredményeit tekintve a spanyol labdarúgó-bajnokság első osztályát 28, a spanyol labdarúgókupát 32, a spanyol labdarúgó-szuperkupát 15, az UEFA-bajnokok ligáját és elődjét öt, az UEFA-kupa elődjét három, a kupagyőztesek Európa-kupáját négy, az UEFA-szuperkupát pedig öt alkalommal nyerte meg a csapat. Ezenkívül számos kisebb spanyol és katalán trófeát tudhat magáénak a klub
Az FC Barcelona egyben a katalán nemzeti öntudatot is jelképezi, mivel a múltban (különösen Francisco Franco uralmának idején) a katalán öntudat bármely egyéb megnyilvánulását büntették. Részben erre vezethető vissza a klub nagymértékű rivalizálása a Real Madriddal szemben, amely annak idején a Franco-rendszer támogatását élvezte.
A csapat eddig olyan világhírű külföldi játékosokat tudhatott a soraiban, mint többek között Kubala László, Kocsis Sándor, Czibor Zoltán, Johan Cruyff, Bernd Schuster, Hans Krankl, Allan Simonsen, Ronald Koeman, Michael Laudrup, Steve Archibald, Mark Hughes, Diego Maradona, Gary Lineker, Romário, Hriszto Sztoicskov, Rivaldo, Luís Figo, Ronaldo, Ronaldinho, Lionel Messi, Thierry Henry, Zlatan Ibrahimović, Luis Suárez, Neymar és Robert Lewandowski. A klub hazai játékosai közül pedig számos labdarúgó volt meghatározó tagja a spanyol labdarúgó-válogatottnak.

## A klub története

### A kezdetek

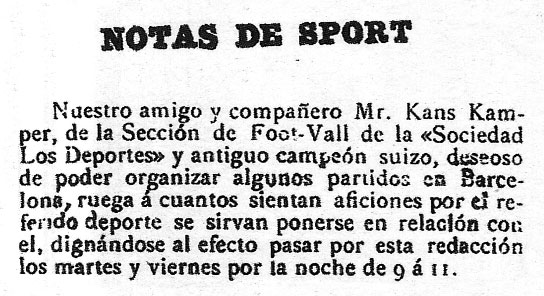
Gamper 1899. október 22-én megjelentetett hirdetése

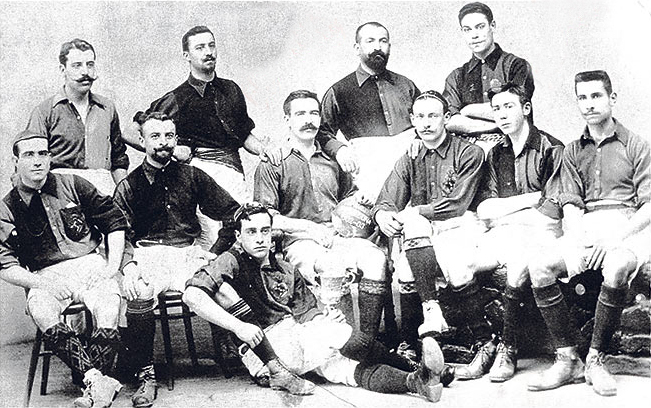
Az FC Barcelona csapata 1903-ban

A klub megalapítása a Hans Gamper nevéhez fűződik, akinek katalán beceneve Joan volt. Gamper 1899. október 22-én hirdetést adott fel a helyi sportmagazinban, egy barcelonai székhelyű labdarúgócsapat létrehozásának céljával. 1899. november 29-én Gamper elnökletével Gimnas Soléban került sor az egyesület első gyűlésére. Az összejövetelen résztvevők névsora a következő volt: Hans Gamper, Gualteri Wild, Lluis d'Ossó, Bartomeu Terradas, Otto Kunzle, Otto Maier, Enric Ducal, Pere Cabot, Carles Pujol, Josep Llobet, John Parsons és William Parsons. A gyűlés határozata alapján megalakult a klub, melynek első elnöke Gualteri Wild lett, aki feladatai mellett játékosként is szerepet vállalt a csapat munkájában.
A csapat első mérkőzésére Bonanovában került sor, egy angol kivándorlókból álló csapat ellen. Az összecsapást az angol együttes nyerte meg 1:0 arányban. A meccs érdekessége, hogy az angol csapatban néhány Barcelona játékos is szerepelt a mérkőzés során. Az egyesület első, saját tulajdonú hazai pályájának hivatalos megnyitójára 1909. március 14-én került sor.
A klub az 1901–1902-es évadban elnyerte a Macaya Kupát, az 1904–1905-ös és az 1908–1909-es szezonban pedig katalán kupát. Az utóbbin 1922-ig még nyolc alkalommal diadalmaskodtak (1910-ben, 1911-ben, 1913-ban, 1916-ban, 1919-ben, 1920-ban, 1921-ben és 1922-ben). Emellett a spanyol labdarúgókupában is eredményesen szerepelt a csapat és több alkalommal is sikerült elhódítania a trófeát (1910-ben, 1912-ben, 1913-ban, 1920-ban és 1922-ben).

### 1920-tól 1950-ig
1922-ben került felavatásra a Les Corts Stadion, mely a klub egyik legsikeresebb időszakának lett a helyszíne. Az egyesület első aranykorát 1919-től 1929-ig élte. A klub sorozatban öt alkalommal nyerte meg a katalán kupát, emellett három ízben (1925-ben, 1926-ban és 1928-ban) hódították el a spanyol labdarúgókupát. Az utóbbi két spanyol labdarúgókupa győzelmet megismételt mérkőzésen szerezte meg a csapat a Real Sociedad ellenében. Az összecsapások hőse a kiemelkedő teljesítményt nyújtó Plattkó Ferenc volt. A magyar labdarúgó tiszteletére Rafael Alberti költeményt írt. A csapatban olyan kitűnő labdarúgók szerepeltek, mint Samitier, Alcántara, Zamora, Sagi, Piera és Sancho. Az FC Barcelona ebben az időszakban vált a katalán hazafiasság szimbólumává. 1924-ben, a klub fennállásának 25. évfordulóján már 12 207 pártoló tagja volt. Az eseményt az ismert plakátrajzoló művész Josep Segrelles örökítette meg. Az első hivatalos spanyol labdarúgó-bajnokságra az 1928–1929-es szezonban került sor. Az FC Barcelona az első osztályban indult és megszerezte az első bajnoki címét, betetőzve ezzel a korszak sikereit.
A pályán kívül azonban számos tényező befolyásolta a klub működését. 1925. június 14-én egy hazai mérkőzés alkalmával az FC Barcelona szurkolói kigúnyolták a spanyol nemzeti himnuszt. Válaszul Miguel Primo de Rivera spanyol diktátor hat hónapra bezáratta a Barcelona hazai pályáját. A büntetést végül három hónapra csökkentették, emellett Gampert lemondásra kényszerítették. A klub alapítója 1930. július 30-án hunyt el. Ebben az időszakban a politikai harcok visszavetették a sport szerepét a spanyol társadalom egészében. Ennek megfelelően az FC Barcelona teljesítménye visszaesett, bár továbbra is voltak tehetséges játékosai Martí Ventolrà, Josep Raich és Josep Escolà személyében. Az egyesület végül pénzügyileg, társadalmilag és a sport terén is válságba jutott. Bár a csapat hat alkalommal diadalmaskodott a katalán kupában (1930-ban, 1931-ben, 1932-ben, 1934-ben, 1936-ban és 1938-ban), a spanyol labdarúgó-bajnokság első osztályában meglehetősen sikertelen volt és számos szurkolót vesztett.
A spanyol polgárháború kitörése után egy hónappal a klub elnökét, Josep Sunolt Francisco Franco csapatai Guadalajara közelében meggyilkolták. A játékosok ekkor Mexikóban és az Egyesült Államokban egy túrán vettek részt és ennek köszönhetően a klub vagyona megmenekült, azonban a csapat fele száműzetésbe vonult Mexikóba és Franciaországba. 1938. március 16-án falangista bombamerénylet érte az egyesület társasági klubját. Pár hónappal később pedig a katalán hazafiasság jelképeként az egyesület francói befolyás alá került. A sok viszontagság következtében a klub tagsága 3486 főre csökkent.
1940 márciusában Francisco Franco támogatója, Marqués de la Mesa Rsta került a klub élére. Ezt követően az egyesület nevét az angolosan hangzó Fútbol Club Barcelonáról a spanyolosabb hangzású Club de Fútbol Barcelonára változtatták. Az eredeti nevet végül 1973-ban vette vissza a klub. Emellett a katalán címer 4 vörös sávját kettőre csökkentették és ezt csak 1949-ben állították vissza. Az 1940-es években stabilizálódott a csapat helyzete. 1942-ben sikerült megnyernie a spanyol labdarúgókupát. A következő szezonban a Real Madrid CF elleni botrányos kimenetelű összecsapás után, melyen a csapat fenyegetettségben játszott, lemondott a Barcelona elnöke. A spanyol bajnoki címet ezt követően 1945-ben, 1948-ban és 1949-ben is elnyerte a csapat és 1949-ben a latin kupában is sikerült diadalmaskodnia. A korszak meghatározó játékosai a következő labdarúgók voltak: César, Basora, Velasco, Curta, a Gonzalo testvérek, Seguer, Bíosca és Ramallets. 1949-ben, a klub fennállásának 50. évfordulóján a Barcelona 24 893 főnyi tagsággal rendelkezett, mérlege pedig 21 katalán, 9 spanyol kupagyőzelem és 4 bajnoki cím volt.

### A Kubala-korszak és az 1960-as évek
1950 júniusában érkezett a klubhoz a magyar származású Kubala László és ezzel egy új korszak vette kezdetét az FC Barcelona életében. A csapat kiemelkedő teljesítményt nyújtott és ennek köszönhetően az 1951–1952-es és az 1952–1953-as szezonban is sikerült megnyernie a spanyol labdarúgó-bajnokságot, valamint 1951-ben, 1952-ben és 1953-ban a spanyol labdarúgókupát. Emellett az 1951–52-es idényben az FC Barcelona elhódította a latin, az Eva Duarte és a Martín Rossi kupákat is. A legendás támadósor tagjai a következő labdarúgók voltak: Estanislao Basora, César Rodríguez Álvarez, Kubala László, Tomás Moreno és Eduardo Manchón. A kapuban pedig Antoni Ramallets rendkívüli teljesítményével hívta fel magára a figyelmet. A labdarúgó öt alkalommal bizonyult a spanyol labdarúgó-bajnokság legjobb kapusának az 1951-től 1960-ig terjedő időszakban. Ezzel ma is ő vezeti az ezért adományozott Ricardo Zamora-trófea örökranglistáját.
Kubala ekkora már a csapat legendás játékosa lett. A magyar labdarúgó 1952. február 10-én egy mérkőzésen egymaga hét gólt szerzett. 1953-ban nem sikerült az argentin Alfredo Di Stéfano leigazolása és a labdarúgó a rivális Real Madrid CF-hez igazolt. A csapat népszerűsége, melyben kiemelkedő szerepe volt Kubala Lászlónak, szükségessé tette egy új, nagyobb és korszerűbb stadion megépítését. A magyar labdarúgót 1999-ben minden idők legjobb Barcelona játékosává választották. A ma is használatban lévő Camp Nou Stadion átadására 1957. szeptember 24-én került sor és 90 ezer férőhellyel rendelkezett. Ekkor a klubnak már 40 ezer pártoló tagja volt. 1957-ben ismét sikerült elnyerni a spanyol labdarúgókupát, melyet 1959-ben és 1960-ban újabb bajnoki címek követtek. Emellett a csapat 1958-ban és 1960-ban is megnyerte a vásárvárosok kupáját. Ekkor Kubala mellett már Czibor Zoltán és Kocsis Sándor is a csapat tagja volt. Rajtuk kívül még olyan kiváló labdarúgók szerepeltek a csapatban, mint Evaristo, Eulogio Martinez, Suárez, Villaverde, Olivella, Gensana, Segarra, Gracia, Vergés és Tejada.
1960-ban Luis Suárez a kiemelkedő teljesítményével az FC Barcelona első aranylabdával díjazott játékosa lett. Ennek ellenére az 1960-as években nem sikerült megismételni a korábbi sikereket. A csapat mindössze három kupasikert könyvelhetett el. 1963-ban és 1968-ban a spanyol, 1966-ban pedig a vásárvárosok kupájában diadalmaskodott a csapat. A klub viszonylagos sikertelensége ellenére mégis egyre népszerűbb lett, mivel a katalán nép egyre inkább a katalán öntudat jelképeként tekintett az egyesületre. Ebben az időben a diktatúra kemény kézzel kívánta elfojtani a katalán identitást. Ennek következtében lett közismert a „Més que un club” (több, mint egy klub) kifejezés is.

### 1970-től és 1988-ig

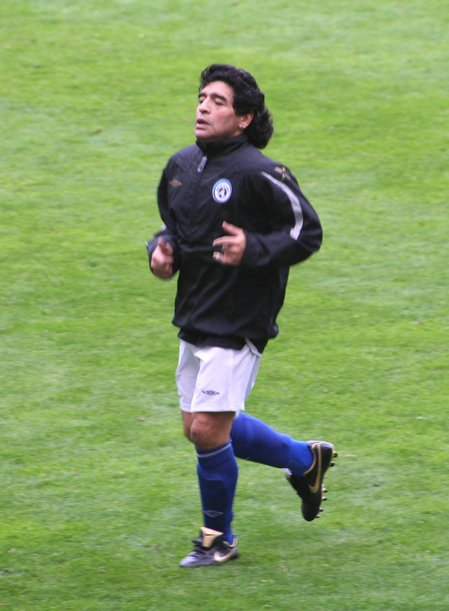
Diego Maradona, a korszak meghatározó játékosa

A hatvanas évek – az 1966-os vásárvárosok kupája-győzelem ellenére – kétségtelenül hanyatlást hoztak az egyesület számára, azonban Johan Cruyff érkezése jelentős változást hozott a klub életében. A holland játékos 1973. október 28-án mutatkozott be az FC Barcelona csapatában. Vele a csapat teljesítménye jelentősen feljavult és a Barcelona megnyerte a spanyol labdarúgó-bajnokságot. A szezon csúcspontját a Real Madrid CF 5:0 arányban való legyőzése jelentette. A támadó alakzatban az 1973-ban és 1974-ben is aranylabdával díjazott Cruyff mellett Carles Rexach, Juan Manuel Asensi, Hugo Sotil és Marcial nyújtott kiemelkedő teljesítményt. A bajnoki cím megszerzése egybeesett a klub fennállásának 75. évfordulójával, melynek megünneplése valóságos társadalmi esemény volt. Az évforduló számos katalán művészt, írót és énekest ihletett meg és ekkor született a Barcelona jelenleg is használatban levő indulója a Cant del Barça is.
Francisco Franco 1975-ben bekövetkező halála után bekövetkezett Spanyolország demokratizálódása. Ez jelentős változásokat hozott a labdarúgás területén is, mivel ezt követően a klubok igazgatása is demokratikussá vált. Az elnöki pozícióba Josep Lluís Núñezt választották, aki ezt követően a klub történetében a leghosszabb ideig látta el az elnöki teendőket. Cruyff jövetele azonban nem igazán hozta vissza az aranykorszakot. Az FC Barcelona nyert ugyan egy bajnoki címet, de nem sikerült visszaszereznie az uralmat a spanyol futballban, pedig a vezetőség mindent megtett azért, hogy a Barcelona Spanyolország és Európa csúcsára kerüljön. A klub vezetése számos ismert és világhírű labdarúgót igazolt a siker érdekében. A csapatba olyan játékosok érkeztek, mint Johan Neeskens, Allan Simonsen, Hans Krankl, Bernd Schuster, Diego Maradona, Mark Hughes és Gary Lineker. Ennek ellenére az újabb bajnoki cím elnyerésére csak az 1984–85-ös szezonban került sor. A bajnokcsapat kulcsjátékosai a következő labdarúgók voltak: Javier Urruticoechea, Julio Alberto, Migueli, Archibald, Schuster és a csapatkapitány Alexanco. A következő hazai sikerre azonban az 1990-es évekig kellett várni.
A spanyol labdarúgókupában a csapat jóval eredményesebb volt ebben az időszakban és öt alkalommal is elnyerte a trófeát (1971-ben, 1978-ban, 1981-ben, 1983-ban és 1988-ban). A Kupagyőztesek Európa-kupáját pedig két alkalommal nyerte meg (az 1978–79-es és az 1981–82-es szezonokban). A legrangosabb sorozatban, a bajnokcsapatok Európa-kupájában és az UEFA-kupában azonban nem sikerült áttörést elérni. A klub népszerűsége a fenti időszakban egyre nőtt. A tagok száma 1974-ben 66 000, 1978-ban 77 000, 1986-ban pedig már 108 000 volt. Emellett a szurkolói klubok száma is növekedésnek indult. Számuk 1979-ben 96, 1993-ban pedig majdnem 700 volt.

### 1988-tól 2000-ig

#### Johan Cruyff és az „álomcsapat”
Jelentős változás állt be az eredményesség terén Johan Cruyff 1988-as érkezésével. Cruyff edzőként visszatérve egy sikeres, nyerő mentalitású csapatot állított össze, amelyet a közvélemény csak „álomcsapatként” emlegetett. Ebben az időszakban olyan játékosok járultak hozzá a sikerekhez, mint Hriszto Sztoicskov, Ronald Koeman, Michael Laudrup és Andoni Zubizarreta kapus. A csapat az 1988–89-es szezonban a kupagyőztesek Európa-kupáját, 1990-ben pedig a spanyol labdarúgókupát hódította el. Emellett a spanyol labdarúgó-bajnokságban is legyőzhetetlen bizonyult, így 1991 és 1994 között négy bajnoki címet nyert. A legnagyobb sikerre azonban az 1991–1992-es szezonban került sor, amikor a klub először megnyerte a bajnokcsapatok Európa-kupáját is. A döntőre 1992. május 20-án került sor az olasz Sampdoria ellen. A mérkőzést Ronald Koeman briliáns szabadrúgásgóljával nyerte meg az FC Barcelona. A kupagyőztes csapat tagjai a következő játékosok voltak: Zubizarreta, Nando, Ferrer, Koeman, Juan Carlos, Bakero, Salines (Goikoetxea), Stoitchkov, Laudrup, Guardiola (Alexanko) és Eusebio. Az 1993–1994-es szezonban, az UEFA-bajnokok ligája döntőjében elszenvedett vereséggel azonban lezárult az „álomcsapat” korszaka. 1996-ban Cruyff vitatott körülmények között távozott a klubtól. A sikeredző távozása mélyen megosztotta a rajongókat és ez az ezt követő sikerek ellenére a későbbiekben is éreztette a hatását. Ez a megosztottság vetett véget Josep Lluís Núñez elnökségének is 2000-ben.

#### A Van Gaal-korszak
Cruyffot Bobby Robson követte. Az angol edző azonban rövid idő elteltével távozott és a helyére az AFC Ajax sikeredzője Louis van Gaal érkezett. Az új edzőkkel az FC Barcelona az 1996–97-es szezonban is megnyerte a kupagyőztesek Európa-kupáját és két egymást követő bajnoki címet szerzett. A sikerek ellenére egyre inkább növelte a megosztottságot az az érzés, hogy lezárult egy fontos és sikeres korszak az egyesület életében. A holland edző a klub egyik legellentmondásosabb edzője volt. Viszonylagos sikerei ellenére érzelemmentes hozzáállása és taktikája a szurkolókban ellenérzést keltett. Különösen népszerűtlen volt a hazai tehetségek eladása, valamint a holland játékosok tömeges leigazolása miatt (összesen nyolc honfitársát szerződtette). Sokan kritizálták szigora és az erőnléti edzések intenzitása miatt is. A sajtóval állandóan hadban állt, a kritikákat pedig mereven elutasította. Az 1999–2000-es szezon sikertelenségére való tekintettel Josep Lluís Núñez távozott az elnöki posztról. Louis van Gaal Núñezzel szolidaritást vállalva szintén távozott a klubtól 2000-ben.

### 2000-től

#### Núñez helyett Laporta (2000–2008)

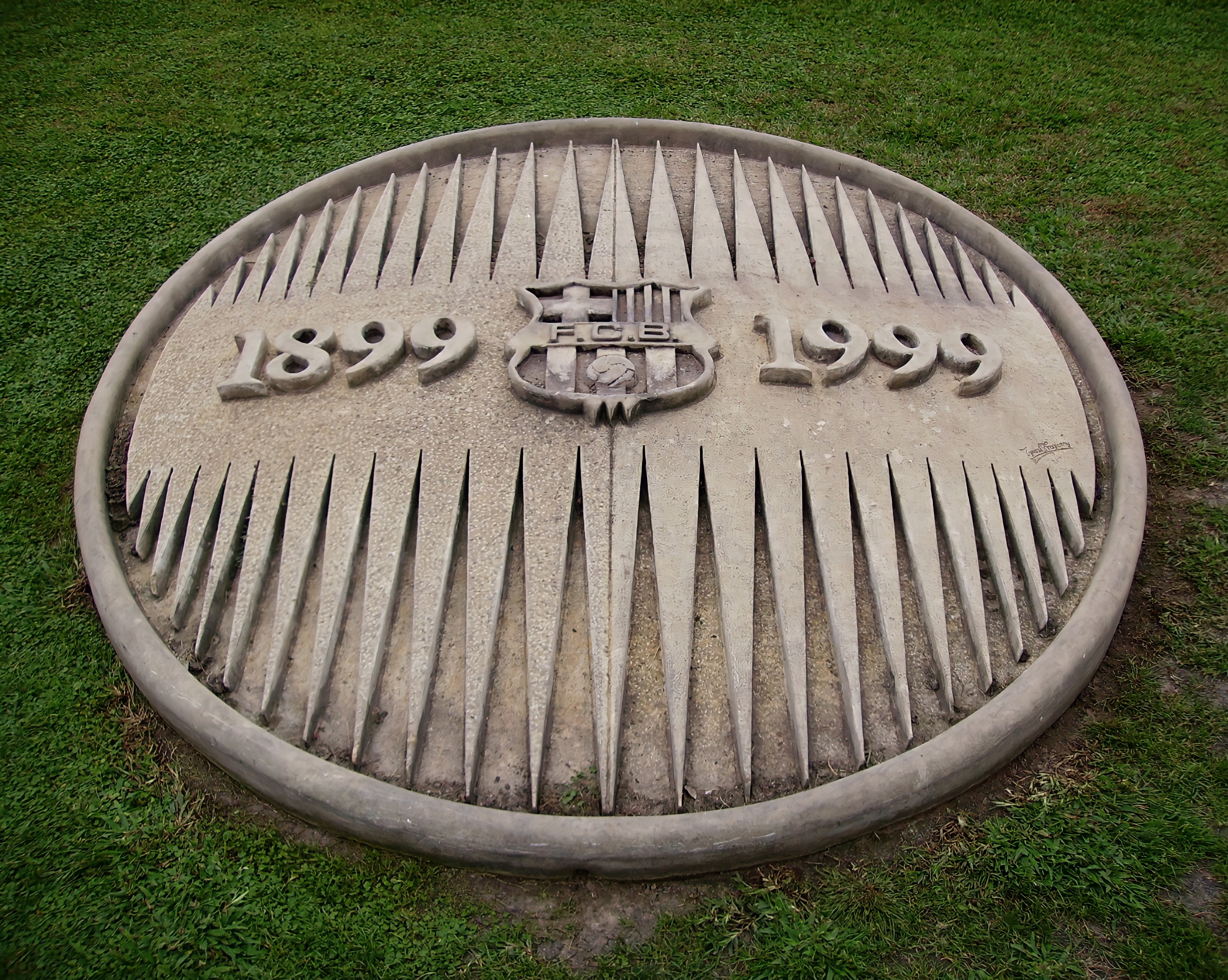
Az FC Barcelona centenáriumát (1899–1999) ünneplő plakett

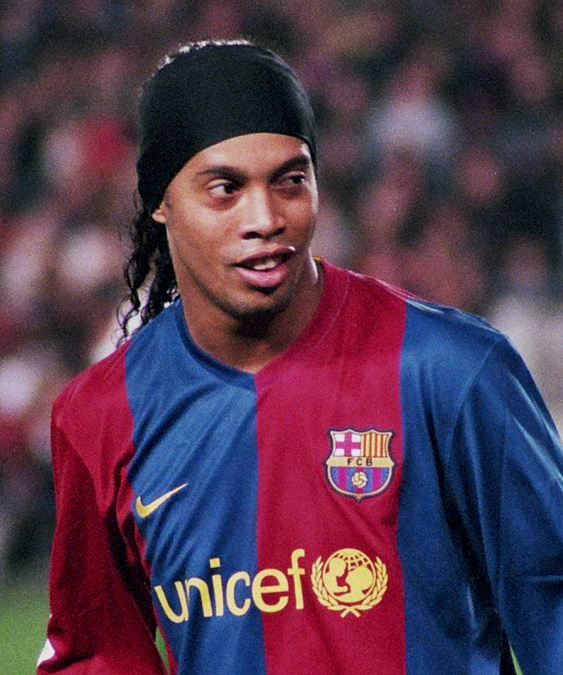
2005-ben Ronaldinho nyerte az Aranylabdát és a FIFA év játékosa díjat is

Núñez és van Gaal távozása mély emléket hagyott a szurkolókban, de ugyanígy volt a csapatkapitány-helyettes Luís Figóval is. A portugál kultikus hős lett, a katalánok úgy érezték, egy közülük. Nehezen emésztették meg a játékos az ősi rivális Real Madridba való igazolását, mikor új csapatával a Camp Nouba látogatott, extrém fogadtatásban részesítették. Első visszatérése alkalmával egy disznófejet és egy teljes üveg whiskeyt dobtak felé a nézőtérről. A következő évben a menedzserek "egymás kezébe adták a kilincset". van Gaal utódja Llorenç Serra Ferrer lett, aki nagy játékosmozgás után rosszul kezdte a bajnokságot, ráadásul a Bajnokok Ligájából is kiestek az első körben. A szezon végén Carles Rexach ugrott be a menesztett menedzser helyére és a bajnokság utolsó fordulójában kiharcolta a BL-szereplést. Habár jobban szerepeltek a La Ligában, a Bajnokok Ligájában pedig az elődöntőig meneteltek, Rexachkal nem kötöttek hosszútávú szerződést, 2002 nyarán visszatért Louis van Gaal. A csapat az előző évtizedek leggyengébb teljesítményével indította a bajnokságot, a nemzetközi kupában is rosszul szerepeltek, a csapat 2003 februárjában a 15. helyen állt. Ez a holland szakember menesztéséhez vezetett, helyére Radomir Antić érkezett, aki a 6. helyig vezette a Barcelonát. A szezon végén nem hosszabbították meg a szerződését, a klubelnök Joan Gaspart is távozott, mivel "uralkodásának" három éve alatt a klub összességében rosszul szerepelt.

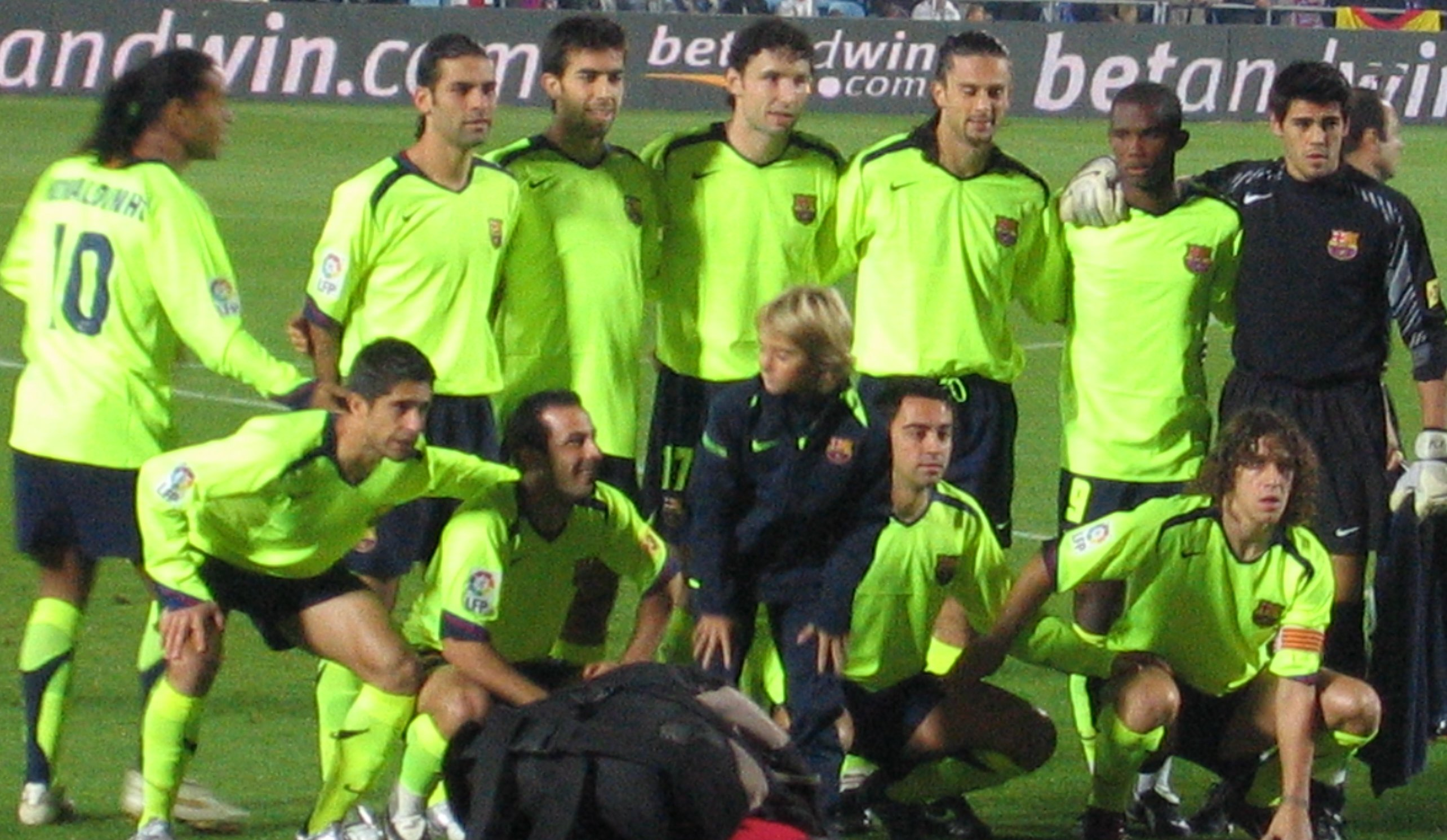
A 2005–06-os csapat

A júniusra kiírt elnökválasztást egy ügyvéd, bizonyos Joan Laporta Estruch nyerte, a csapat új edzője a korábbi holland válogatott AC Milan-sztár Frank Rijkaard lett. A pályára egy fél csapatnyi külföldi játékos (pl. Ronaldinho, Deco, Henrik Larsson, Ludovic Giuly, Samuel Eto’o) érkezett, melléjük az utánpótlásból felkerült többek között Carles Puyol, Andrés Iniesta, Xavi és Víctor Valdés, az új állománnyal ráléptek a sikerek útjára. A 2004–05-ös szezonban a Barcelona megnyerte a La Ligát, a Spanyol Szuperkupát, Ronaldinho első, Eto’o harmadik helyen végzett a FIFA Az év labdarúgója-szavazásán.
A 2005–06-os szezonban a Barcelona megvédte címét a bajnokságban és a Szuperkupában egyaránt. A bajnoki szezon csúcspontja a Real Madrid 3–0-s legyőzése a Santiago Bernabéu stadionban. Ez volt Rijkaard második győzelme a fővárosi arénában, ezzel ő lett a Barcelona első edzője, akinek ez sikerült. Ronaldinho 2.; a katalánok 3. gólja után a Real Madrid szurkolói felállva tapsoltak. A Bajnokok Ligája döntőjében 2–1-re verték az angol Arsenalt. A 10 emberre fogyatkozott Arsenal kevesebb mint 15 perccel a vége előtt még 1–0-ra vezetett, de Sebastian Larsson becserélése győzelmet ért, a svéd csatár utolsó Barcelona-mérkőzésén gólpasszt adott Samuel Eto’ónak és a szintén csereként beállt Juliano Bellettinek, 14 év után nyertek újra valamely európai kupasorozatban. A jobb oldalon látható a kezdőcsapat.
Habár erősen kezdtek és mindenhol a favoritok közé tartoztak, a 2006–07-es szezont serlegek nélkül fejezték be. Az előszezonban Amerikában játszottak felkészülési mérkőzéseket, amelyeken megsérült többek között a legjobb góllövő, Eto’o és a feltörekvő Lionel Messi. A kameruni csatárról ráadásul kiderült, kritizálta az edző Frank Rijkaardot és Ronaldinhot. Ronaldinho szintén elismerte, hogy rossz formában van. A bajnokság legnagyobb részében a katalánok álltak az első helyen, azonban az újév után a Real Madrid megelőzte őket és megnyerte a bajnokságot. A gránátvörös-kékek a Copa del Rey elődöntőjéig jutottak, ott a Getafe elleni első találkozót 5–2-re nyerték, Messi Diego Maradona Évszázad góljához hasonló találatot szerzett, de a visszavágót 4–0-ra elbukták. Részt vettek a 2006-os FIFA-klubvilágbajnokságon is, de a döntőben egy kései találattal a brazil Internacional diadalmaskodott. A bajnokok ligájában a nyolcaddöntőben estek ki a későbbi ezüstérmes Liverpool ellen, az angol csapat idegenben lőtt több góllal ment tovább.
A következő szezonban harmadikak lettek a bajnokságban, a bajnokok ligájában és a Copa del Reyben is az elődöntőig jutottak, mindkétszer későbbi győztes (Manchester United ill. Valencia) állította meg őket. A Real Madridtól elszenvedett 4–1-es vereség másnapján Joan Laporta bejelentette, 2008. június 30-tól a Barcelona B edzője, Josep Guardiola veszi át Rijkaard helyét.

#### A Guardiola-korszak (2008–2012)
| Valdés Puyol Touré Piqué Sylvinho Busquets Messi Iniesta Henry Xavi Eto’o |

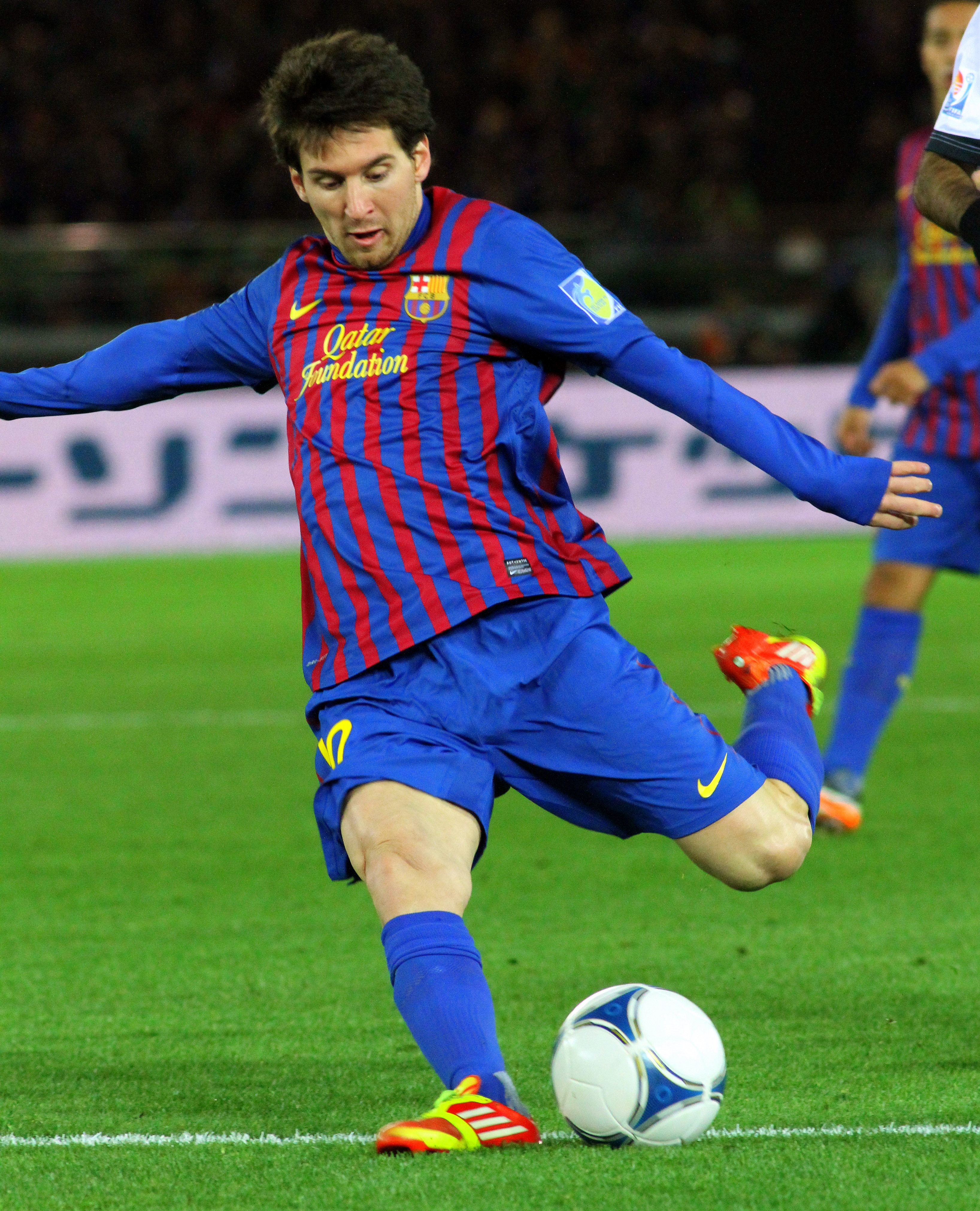
Lionel Messi nyolcszoros FIFA/Aranylabda-győztes (2009, 2010, 2011, 2012, 2015, 2019, 2021, 2023), a Barcelona színeiben hivatalos mérkőzéseken ő szerezte a legtöbb (354) gólt Bal oldalon a 2009-es UEFA-bajnokok ligája-döntő kezdőcsapata látható, alul pedig a 2011-es UEFA-bajnokok ligája-döntő kezdőcsapata található

A szezon után az FC Barcelona B fiatal vezetőedzője, Pep Guardiola vette át Rijkaard feladatkörét. Guardiola magával hozta az akadémián alkalmazott tiki-taka játékstílust. Eladta Ronaldinhót és Decót, a csapatot pedig Xavi, Iniesta és Messi köré építette.
A Barça 4–1-re verte az Athletic Bilbao csapatát a 2009-es Copa del Rey-döntőben, rekordnak számító 29. alkalommal nyerve meg a sorozatot. A pár nappal későbbi Real Madrid elleni 2–6-os siker bebiztosította a 2008–09-es szezon bajnoki címét. A római Stadio Olimpicóban rendezett Bajnokok Ligája-döntőben 2–0-ra győzték le a címvédő Manchester Unitedot, ezzel ők lettek az első spanyol csapat, akik triplázni tudtak. A csapat szintén a Bilbao ellen megnyerte a hazai szuperkupát és az európai szuperkupát is elhódította a Sahtar Doneck ellenében, ezzel ők lettek az első európai csapat, akik a triplázás után a hazai és az európai szuperkupát is megnyerték. 2009 decemberében a katalánok nyerték a 2009-es FIFA-klubvilágbajnokságot, ezzel ők lettek az első csapat, akiknek sikerült a sextuple. A Barcelona 2010-ben két rekordot is megdöntött a spanyol labdarúgásban: 99 pontot szereztek a La Ligában és 9. alkalommal nyerték meg a spanyol szuperkupát.
| Valdés Alves Mascherano Piqué Abidal Busquets Pedro Iniesta Villa Xavi Messi |

A szezon végén a nyári átigazolás egyik legnagyobb szenzációjaként a Barcelona megszerezte Zlatan Ibrahimovićot az Intertől, 43.25 millió euróért és Samuel Eto'o játékjogáért, azonban ez a szezon már nem volt olyan sima, mint az előző. Az első kellemetlen meglepetés a kupából való kiesés volt: a Sevilla ellen hazai pályán elszenvedett 2–1 arányú vereséget nem tudták ledolgozni idegenben (1–0 a Barcának, idegenben lőtt több góllal továbbment a Sevilla). A BL-ben az elődöntőig mentek: az Internazionale otthonában 3–1-es vereséget szenvedtek, és hazai pályán Piqué egyetlen gólja kevés volt. A drágán megszerzett Ibrahimovicot tavasztól nemigen játszatta Guardiola (a svéd nyáron az AC Milanhoz igazolt). A bajnoki címvédés végül sikerült a Real Madriddal szemben, a katalánok a bajnokság végén 3 ponttal előzték meg a Madridot.
2010–2011-es idényben történt Laporta utolsó nagyobb igazolása, aki a Valencia játékosa David Villa volt, aki 1 év után került a katalán csapathoz 40 millió euróért (a 2010–es világbajnokság után kiderült, hogy sokat nyert ezzel a Barcelona, mert a csatár ára a világbajnokság után nagyot ugrott). 2010 nyarán új elnököt választottak Sandro Rosell személyében. Sandro Rosell keze alatt érkezett Alexis Sanchez, Mascherano, Adriano és Cesc Fàbregas. A klub történelme legjobb éveit élte, a 2010–2011-es évben a spanyol kupa kivételével minden sorozatot megnyert, ezenkívül a Barcelona 96 ponttal zárt az élen a La Ligában és ezzel sorozatban 3-szor nyerte meg a bajnokságot. A Japánban megrendezett klubvilágbajnokságon pedig 4–0 arányban nyert a brazil Santos ellen, ahol Messi két gólt szerzett, Xavi és Fàbregas pedig egyet-egyet rúgott.

#### A közelmúlt történelme (2012– )
2012 nyarán a klub bejelentette, hogy Tito Vilanova, az addigi FC Barcelona helyettes vezetőedzője, venné át Pep Guardiola helyét a csapatnál, mint edző. Kinevezését követően, Barcelona folytatta sikereit és végül az első helyen végeztek a bajnokságban, ahol 100 pontot szereztek és csak két alkalommal vesztettek. A gólkirály megint Lionel Messi lett, aki 46 gólt szerzett a spanyol bajnokságban. 2013. május-11-én a Barcelona 22. alkalommal lett spanyol bajnok és még hátra volt a bajnoki szezonból 4 mérkőzés. Végül katalánok 15 ponttal előzték meg a rivális Real Madridot. Elérték az elődöntőt a Copa del Rey-ben és a Bajnokok Ligájában is, előbbiben a Real Madrid, utóbbiban a Bayern München ejtette ki őket. 2012. december 19-én bejelentették, hogy Vilanova elhagyja az edzői posztot, mert kiújult a rákbetegsége.
2013. július 22-én bejelentették, hogy a Barcelona új edzője a 2013–14 szezonban Gerardo "Tata" Martino. A csapat megnyerte a spanyol szuperkupát az Atlético Madrid ellen, idegenben szerzett góllal. 2014. január 23-án, Sandro Rosell lemondott az elnöki posztról és Josep Maria Bartomeu lépett a helyére. A Nemzetközi Labdarúgó-szövetség kizárta az FC Barcelonát a következő két átigazolási időszakból és megbüntette a spanyol szövetséget is. A katalánok, akik fellebbeztek a döntés ellen, megsértették a nemzetközi átigazolásokra vonatkozó szabályokat, több 18 év alatti futballista szerződtetésénél, ezért alkalmazott a FIFA szankciót.
2014 júliusában Barcelona klub rekordot döntött Luis Suárez leigazolásával az Liverpool-tól, akiért 82.3 millió €-ot fizettek. Az uruguayi Luis Suárezt a FIFA 9 válogatott mérkőzésről, valamint négy hónapra minden futballtevékenységtől eltiltotta az olasz Giorgio Chiellini megharapásáért a világbajnokságon. Érkezett még Ivan Rakitić az Sevillától.
2014. december végén a Barcelona fellebbezését a Legfelsőbb Sportdöntőbíróság elutasította és az eredeti tilalmat állították vissza, így a klub nem tud igazolni a 2015. nyári és téli átigazolási időszakában. 2015. január 5-én Andoni Zubizarretát menesztették az FC Barcelonától, aki 4 évet töltött el a klubnál sportigazgatóként. Luis Enrique vezetésével a katalán csapat ismét minden lehetséges trófeát begyűjtött.
2021 áprilisában a Barcelona egyike volt azon 12 klubnak, amely megegyezett az Európai Szuperliga megalapításában.

## Eredmények

### Élvonalbeli bajnoki szereplések
Az FC Barcelona azon ritka klubok közé tartozik, amelyek a spanyol labdarúgó-bajnokság létrehozása óta folyamatosan az első osztály küzdelmeiben vesznek részt. A csapat a 2024–25-ös szezon végéig 28 alkalommal volt bajnok, 29 alkalommal ezüstérmes és 14 alkalommal bronzérmes. Ezzel a teljesítménnyel Spanyolország második legeredményesebb csapata. A klub legszebb és legeredményesebb periódusai az élvonalban az 1947-től 1960-ig terjedő időszakban, valamint az 1990-es években voltak. Emellett 2004 óta ismét kiemelkedően teljesít a csapat.
| Idény   | Helyezés | Idény   | Helyezés | Idény   | Helyezés | Idény   | 'Helyezés |
| ------- | -------- | ------- | -------- | ------- | -------- | ------- | --------- |
| 1928–29 | 1. hely  | 1929–30 | 2. hely  | 1930–31 | 4. hely  | 1931–32 | 3. hely   |
| 1932–33 | 4. hely  | 1933–34 | 9. hely  | 1934–35 | 6. hely  | 1935–36 | 5. hely   |
| 1939–40 | 9. hely  | 1940–41 | 4. hely  | 1941–42 | 12. hely | 1942–43 | 3. hely   |
| 1943–44 | 6. hely  | 1944–45 | 1. hely  | 1945–46 | 2. hely  | 1946–47 | 4. hely   |
| 1947–48 | 1. hely  | 1948–49 | 1. hely  | 1949–50 | 5. hely  | 1950–51 | 4. hely   |
| 1951–52 | 1. hely  | 1952–53 | 1. hely  | 1953–54 | 2. hely  | 1954–55 | 2. hely   |
| 1955–56 | 2. hely  | 1956–57 | 3. hely  | 1957–58 | 3. hely  | 1958–59 | 1. hely   |
| 1959–60 | 1. hely  | 1960–61 | 4. hely  | 1961–62 | 2. hely  | 1962–63 | 6. hely   |
| 1963–64 | 2. hely  | 1964–65 | 6. hely  | 1965–66 | 3. hely  | 1966–67 | 2. hely   |
| 1967–68 | 2. hely  | 1968–69 | 3. hely  | 1969–70 | 4. hely  | 1970–71 | 2. hely   |
| 1971–72 | 3. hely  | 1972–73 | 2. hely  | 1973–74 | 1. hely  | 1974–75 | 3. hely   |
| 1975–76 | 2. hely  | 1976–77 | 2. hely  | 1977–78 | 2. hely  | 1978–79 | 5. hely   |
| 1979–80 | 4. hely  | 1980–81 | 5. hely  | 1981–82 | 2. hely  | 1982–83 | 4. hely   |
| 1983–84 | 3. hely  | 1984–85 | 1. hely  | 1985–86 | 2. hely  | 1986–87 | 2. hely   |
| 1987–88 | 6. hely  | 1988–89 | 2. hely  | 1989–90 | 3. hely  | 1990–91 | 1. hely   |
| 1991–92 | 1. hely  | 1992–93 | 1. hely  | 1993–94 | 1. hely  | 1994–95 | 4. hely   |
| 1995–96 | 3. hely  | 1996–97 | 2. hely  | 1997–98 | 1. hely  | 1998–99 | 1. hely   |
| 1999–00 | 2. hely  | 2000–01 | 4. hely  | 2001–02 | 4. hely  | 2002–03 | 6. hely   |
| 2003–04 | 2. hely  | 2004–05 | 1. hely  | 2005–06 | 1. hely  | 2006–07 | 2. hely   |
| 2007–08 | 3. hely  | 2008–09 | 1. hely  | 2009–10 | 1. hely  | 2010–11 | 1. hely   |
| 2011–12 | 2. hely  | 2012–13 | 1. hely  | 2013–14 | 2. hely  | 2014–15 | 1. hely   |
| 2015–16 | 1. hely  | 2016–17 | 2. hely  | 2017–18 | 1. hely  | 2018–19 | 1. hely   |
| 2019–20 | 2. hely  | 2020–21 | 3. hely  | 2021–22 | 2. hely  | 2022–23 | 1. hely   |
| 2023–24 | 2. hely  | 2024–25 | 1. hely  | 2025–26 |          | 2026–27 |           |

*A spanyol polgárháború miatt a bajnokság szünetelt a következő szezonokban: 1936–37, 1937–38 és 1938–39

### Szereplések a spanyol labdarúgókupában
Az FC Barcelona, a 2024–2025-ös szezont is beleértve, 43 alkalommal jutott be a spanyol labdarúgókupa döntőjébe. Ebből 32 alkalommal sikerült elhódítania a trófeát. Ezzel a teljesítménnyel jelenleg az FC Barcelona a legsikeresebb klub a spanyol labdarúgókupában. Legelső győzelmét 1910-ben, legutóbbi győzelmét 2025-ben aratta. A legtöbb kupagyőzelmet az 1920-as és az 1950-es években aratta a csapat. A legnagyobb arányú győzelmet 2018. április 21-én aratta az FC Barcelona a Sevilla FC ellen. A Madridban megrendezett mérkőzést a katalán csapat nyerte meg 5:0 arányban.
- Kupagyőztes:  1910, 1912, 1913, 1920, 1922, 1925, 1926, 1928, 1942, 1951, 1952, 1953, 1957, 1959, 1963, 1968, 1971, 1978, 1981, 1983, 1988, 1990, 1997, 1998, 2009, 2012, 2015, 2016, 2017, 2018, 2021, 2025

### Szereplések a spanyol labdarúgó-szuperkupában
Az FC Barcelona 27 alkalommal jutott be a spanyol labdarúgó-szuperkupa döntőjébe. 17 alkalommal bajnokként, 6 alkalommal kupagyőztesként, 1 alkalommal kupadöntősként és 3 alkalommal bajnoki második helyezettként. Ebből 14 alkalommal sikerült elhódítania a trófeát. Ezzel a teljesítménnyel jelenleg az FC Barcelona a legsikeresebb klub a spanyol labdarúgó-szuperkupában. Legelső győzelmét 1983-ban, legutóbbi győzelmét 2025-ben aratta.
- Spanyol labdarúgó-szuperkupa : 1983, 1991, 1992, 1994, 1996, 2005, 2006, 2009, 2010, 2011, 2013, 2016, 2018, 2023, 2025

### Szereplések a spanyol labdarúgó ligakupában
1983 és 1986 között rendezték meg 4 alkalommal a ligakupát. Ebből 2-szer került döntőbe az FC Barcelona és mindkét döntőjét meg is nyerte.
- Spanyol ligakupa: 1983, 1986

### Regionális labdarúgó-bajnokságok

#### Katalán labdarúgó-bajnokság
A katalán labdarúgó-bajnokság az első regionális labdarúgó-bajnokság volt Spanyolországban és 1901-től 1940-ig létezett. 1929-ig, az egységes spanyol labdarúgó-bajnokság megszületéséig a regionális bajnokságok győztesei közül kerültek ki a spanyol labdarúgókupa résztvevői (néhány esetben az ezüstérmes csapatok is bejuthattak). 1901 és 1903 között a bajnokságot Macaya-kupa néven indították. 1903-ban két független bajnokság kiírására került sor. Az FC Barcelona a Macaya-kupa helyett a saját rendezésű Barcelona-kupa küzdelmeiben vett részt. 1904-től pedig a Katalán Labdarúgó-szövetség szervezésében került megrendezésre a torna. 23 győzelmével (a Macaya-kupát és a Barcelona-kupát beleértve) az FC Barcelona a katalán labdarúgó-bajnokság legsikeresebb klubja volt. A csapat a következő években végzett a bajnokság élén:
- 1902 (Macaya-kupa)
- 1903 (Barcelona-kupa)
- 1905, 1909, 1910, 1911, 1913*, 1916
- 1919, 1920, 1921, 1922, 1924, 1925
- 1926, 1927, 1928, 1930, 1931, 1932
- 1935, 1936, 1938

*1913-ban két bajnokságot indítottak. A másik győztes az FC Espanya volt.

#### A spanyol polgárháború alatt
A spanyol labdarúgó-bajnokság 1936-tól 1939-ig szünetelt a spanyol polgárháború miatt. Ennek következtében az 1936-37 szezonban létrehozták a mediterrán ligát, melynek küzdelmeiben Katalónia és Valencia tartományok jelentősebb klubjai vettek részt. A bajnokságot az FC Barcelona nyerte meg az RCD Espanyol előtt.
Az 1937–38-as szezonban már Valencia tartomány csapatai sem tudtak részt venni a bajnokságban a spanyol polgárháború miatt. Így azt katalán liga néven indították, mely nem azonos a katalán labdarúgó-bajnoksággal. A bajnokság utolsó egy-két fordulójának mérkőzéseit nem játszották le a polgárháború miatt. Ennek ellenére az FC Barcelona megnyerte a ligát, mivel meggyőző előnnyel vezetett az ugyancsak barcelonai UE Sants csapata előtt.

#### Teresa Herrera-kupa
A kupát az A Coruña-i Teresa Herreráról nevezték el, aki 36 éven át a nincstelenek nyomorának enyhítéséért küzdött. Először 1946-ban rendezték meg és a küzdelmekben azóta számos ismert spanyol és külföldi klub is részt vett. Többek között az AC Milan, a Real Madrid, az SS Lazio, a Sporting Lisszabon és számos ismert dél-amerikai csapat. A tornát az FC Barcelona összesen 5 alkalommal nyerte meg, a következő években:
- 1948, 1951, 1972, 1990 és 1993

#### Joan Gamper-kupa
A Joan Gamper-kupát a klub alapítójának tiszteletére hozta létre az FC Barcelona. Az első tornát 1966-ban játszották. Megrendezésére augusztusban kerül sor, melyen ismert európai és dél-amerikai csapatok vesznek részt. Spanyol klubok csak ritkán vesznek részt a küzdelmekben. Érdekesség, hogy 1970-ben az Újpesti Dózsa nyerte meg a Joan Gamper-kupát. 2025 augusztusáig az FC Barcelona 47 alkalommal nyerte el a trófeát, 7 ízben ezüstérmes, 5 ízben bronzérmes és 1 alkalommal negyedik helyezett lett. A csapat a következő években nyerte meg a kupát:
- 1966, 1967, 1968, 1969, 1971, 1973, 1974, 1975, 1976, 1977, 1979
- 1980, 1983, 1984, 1985, 1986, 1988, 1990, 1991, 1992, 1995, 1996
- 1997, 1998, 1999, 2000, 2001, 2002, 2003, 2004, 2006, 2007, 2008
- 2010, 2011, 2013, 2014, 2015, 2016, 2017, 2018, 2019, 2020, 2021
- 2022, 2023, 2025

### Nemzetközi eredmények
- UEFA-bajnokok ligája/BEK : 5 győzelem: 1992, 2006, 2009, 2011, 2015
- Kupagyőztesek Európa-kupája (KEK) : 4 győzelem: 1979, 1982, 1989, 1997
- Európai szuperkupa : 5 alkalommal: 1992, 1997, 2009, 2011, 2015
- FIFA-klubvilágbajnokság: 3 alkalommal: 2009, 2011, 2015
- 13 alkalommal vettek részt UEFA Bajnokok Ligáján
- 22 alkalommal UEFA Kupán
- 5 alkalommal Európai Szuperkupán
- Egyszer vettek részt az Interkontinentális Kupán

### Egyéb eredmények
- Catalunya kupa: 8 győzelem: 1990–91, 1992–93, 1999–2000, 2003–04, 2004–05, 2006–07, 2012–13, 2013–14
- Vásárvárosok kupája: 3 győzelem : 1958, 1960, 1966
- Copa Latina: 2 győzelem: 1949, 1952
- Martini & Rossi kupa: 2 győzelem: 1952, 1953
- Kis világbajnokság: 1957
- Ramón de Carranza kupa: 3 győzelem: 1961, 1962, 2005
- Ciudad de Palma kupa: 5 győzelem: 1969, 1974, 1976, 1980, 1981
- Pireneusi kupa: 4 győzelem: 1910, 1911, 1912, 1913

## Szurkolók

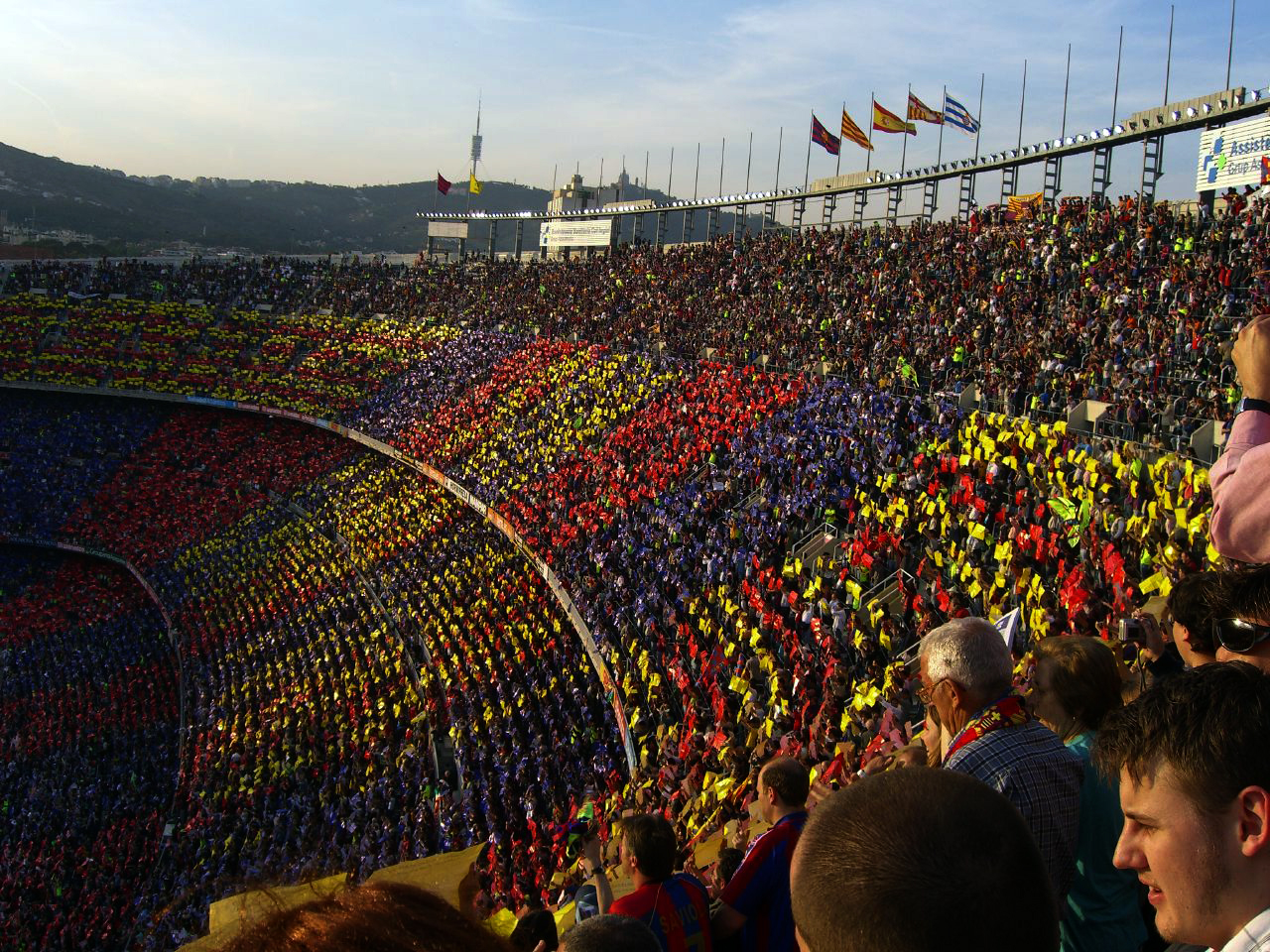
Barcelona szurkolók a Camp Nouban

Az FC Barcelona szurkolóinak beceneve culé, ami a katalán cul szóból származik (angolul: arse), mivel a csapat szurkolói a Camp de la Indústria stadionban, úgy ültek a lelátókon, hogy csak a fenekük látszódott az utcáról és ezért kapták ezt a gúnyos nevet. Spanyolországban, a lakosság 25%-a mondja magát Barcelona szimpatizánsnak, míg a lakosság 32%-a a Real Madrid-ot támogatja. Felmérések szerint Európa-szerte, jelenleg az FC Barcelonának van a legnagyobb szurkoló tábora. A klub szurkolóinak száma jelentősen növekedett, a 2003–04-es szezontól kezdve 2009-ig. Az FC Barcelona a világ egyik legjobban támogatott csapata. A közösségi médiában is rengeteg követője van a világon, a Facebookon több mint 119 millió rajongója van 2025 májusában.

## Rivalizálások

### El Clásico

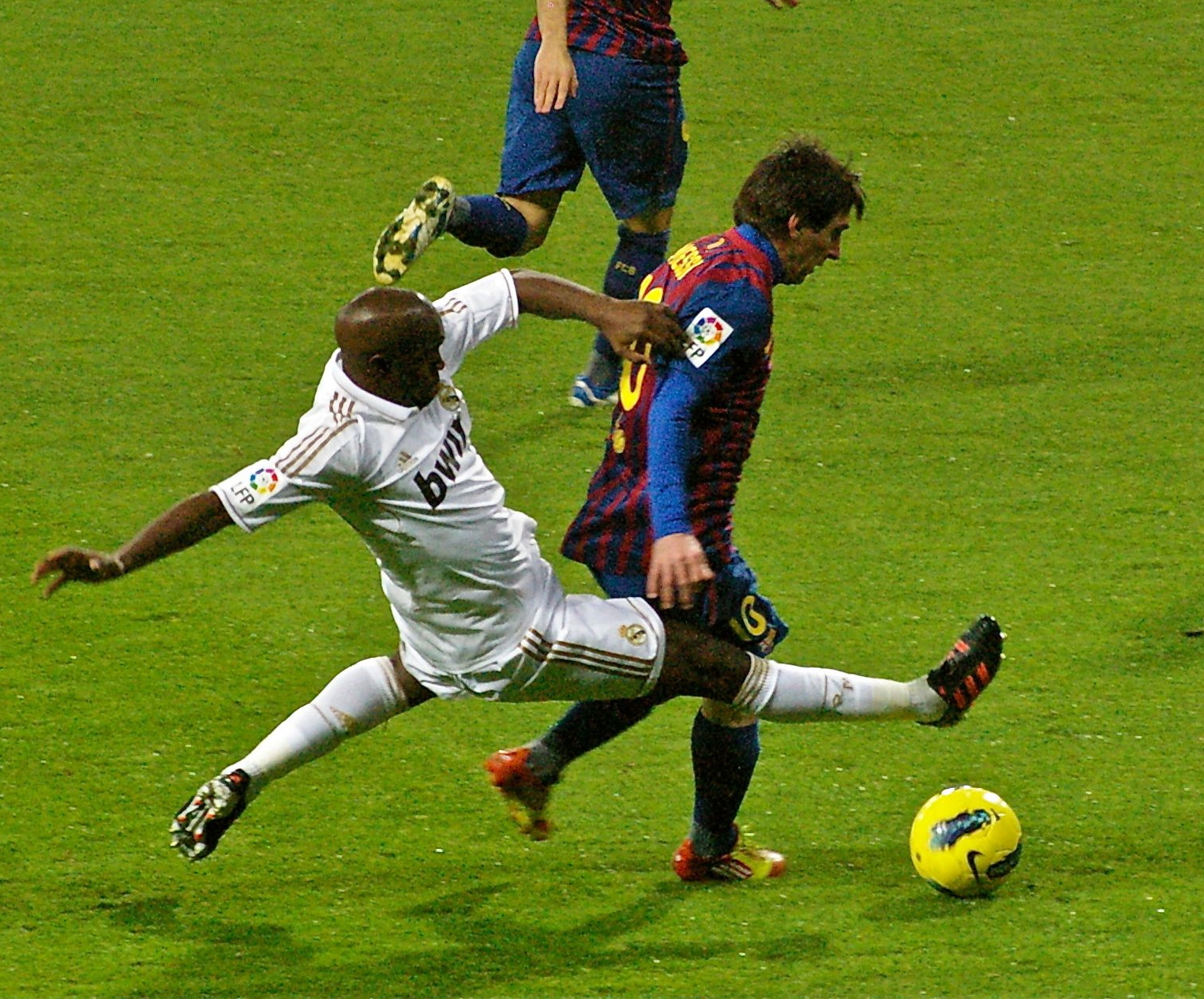
Lionel Messi és Lassana Diarra a 2011-es El Clásico-on

Az El Clásico egy labdarúgó-mérkőzés Spanyolország két legsikeresebb labdarúgóklubja, az FC Barcelona és a Real Madrid CF között. A két klub Spanyolországban két rivális régióban van, Barcelona Katalóniában, míg Madrid Kasztília területén helyezkedik el. A két terület rivalizálásának főleg politikai és kulturális okai vannak.
Primo de Rivera és különösen Francisco Franco (1939-1975) diktatúrája alatt, Spanyolországban elnyomták a regionális kultúrákat. Spanyol területen az összes nyelvet betiltották, a Spanyol nyelv-en kívül, köztük a katalánt is. Ebben az időszakban a katalánok szabadságvágya felerősödött és ekkor alakult ki az FC Barcelona jelmondata is "Több, mint egy klub" (Més que un club). Manuel Vázquez Montalbán szerint, a legjobb módja annak, hogy a katalánok bizonyítani tudják identitásukat az hogy csatlakoznak a Barcelonához és ez kevésbé kockázatos mint, hogy titkos Franco ellenes mozgalmakhoz csatlakoznak és ez lehetővé tette számukra, hogy kifejezzék nem tetszésüket az elnyomással és a diktatúrával szemben.
Másrészt, abban az időszakban a Real Madrid volt a spanyol fasiszta rezsim megtestesítője és ezenkívül még a klub elnöke Santiago Bernabeu is harcolt a nacionalista oldalon a spanyol polgárháborúban. Az 1950-es években a versengést tovább fokozta, amikor vita alakult ki Alfredo di Stéfano átigazolásában, aki végül a Real Madrid kulcsfontosságú játékosa lett és később többször is sikerre vezette a csapatát. Az 1960-as években a versengés elérte az európai színpadot, amikor is a két csapat egymással kétszer is találkozott az Európa Kupa kieséses szakaszában.

### El derbi Barceloní
A Barçelona helyi riválisa az Espanyol. A barcelonai csapatot 1900-ban alapította Ángel Rodríguez, a barcelonai egyetem építészmérnök hallgatója. A labdarúgócsapat első otthona Barcelona jómódú városrészében, Sarriában volt. A klub alapító levelében szerepelt, hogy a csapat nyilvánvalóan Barcelona ellenes. A rivalizálás erősíti a katalán öntudatot és a Real Madrid elleni tudatot.
Hagyományosan, de különösen a Franco rezsim alatt látszódott, hogy az Espanyol meg akart felelni a központi hatóságoknak, míg ennek éles ellentéte az FC Barcelona, akik forradalmi szelleműek voltak. 1918-ban egy petíció indult az Espanyol ellen. Később az Espanyol szurkolói csatlakoztak a falangistákhoz a Spanyol polgárháborúban, akik a fasiszták mellé álltak. Annak ellenére, hogy ideológiai különbségek vannak a két klub közt, a derbi mindig is fontos volt, a szurkolóknak, a Barcelonának és az Espanyolnak is. Az elmúlt években a rivalizálás már kevésbé politika miatt van. Az Espanyol le is fordította hivatalos nevét és himnuszát spanyol nyelvről katalánra.
Az első mérkőzést egymás ellen 1929. április 7-én játszották, amit a Barcelona 1–0 arányban megnyert. Bár ez a legtöbbet játszott helyi derbi a La Liga történetében, de ez is leginkább a kiegyensúlyozatlan, mivel a Barcelona túlnyomórészt uralkodott a mérkőzéseken.

## Játékoskeret
Utolsó módosítás: 2025. május 16.
A vastaggal jelzett játékosok felnőtt válogatottsággal rendelkeznek.
A dőlttel jelzett játékosok kölcsönben szerepelnek a klubnál.
*A Barcelona B csapatában is pályára lépő játékos.
| Mezszám                | Név                   | Nemzetiség              | Születési hely             | Születési év (kor)             | Korábbi csapat             | Érték (€)   | Szerződés lejárta |
| Kapusok                | Kapusok               | Kapusok                 | Kapusok                    | Kapusok                        | Kapusok                    | Kapusok     | Kapusok           |
| ---------------------- | --------------------- | ----------------------- | -------------------------- | ------------------------------ | -------------------------- | ----------- | ----------------- |
| 1                      | Marc-André ter Stegen | GER                     | Mönchengladbach            | 1992. április 30. (33 éves)    | Borussia Mönchengladbach   | 12 000 000  | 2028.06.30.       |
| 13                     | Iñaki Peña            | ESP                     | Alicante                   | 1999. március 2. (26 éves)     | Utánpótlásból került fel   | 8 000 000   | 2026.06.30.       |
| 25                     | Wojciech Szczęsny     | POL                     | Varsó                      | 1990. április 18. (35 éves)    | Juventus FC                | 1 000 000   | 2025.06.30.       |
| Védők                  |                       |                         |                            |                                |                            |             |                   |
| 2                      | Pau Cubarsí           | ESP                     | Estanyol                   | 2007. január 22. (18 éves)     | Utánpótlásból került fel   | 80 000 000  | 2027.06.30.       |
| 3                      | Alejandro Balde       | ESP · DOM               | Barcelona                  | 2003. október 18. (21 éves)    | Utánpótlásból került fel   | 60 000 000  | 2028.06.30.       |
| 4                      | Ronald Araújo         | URU · ESP               | Rivera                     | 1999. március 7. (26 éves)     | Club Atlético Boston River | 35 000 000  | 2026.06.30.       |
| 5                      | Iñigo Martínez        | ESP                     | Ondarroa                   | 1991. május 17. (34 éves)      | Athletic Bilbao            | 5 000 000   | 2025.06.30.       |
| 15                     | Andreas Christensen   | DEN                     | Lillerød                   | 1996. április 10. (29 éves)    | Chelsea FC                 | 12 000 000  | 2026.06.30.       |
| 23                     | Jules Koundé          | FRA · Benin             | Párizs                     | 1998. november 12. (26 éves)   | Sevilla FC                 | 65 000 000  | 2027.06.30.       |
| 24                     | Eric García           | ESP                     | Barcelona                  | 2001. január 9. (24 éves)      | Girona FC                  | 18 000 000  | 2026.06.30.       |
| 32                     | Héctor Fort*          | ESP                     | Barcelona                  | 2006. augusztus 2. (19 éves)   | Utánpótlásból került fel   | 10 000 000  | 2026.06.30.       |
| 35                     | Gerard Martín*        | ESP                     | Esplugues de Llobregat     | 2002. február 26. (23 éves)    | Utánpótlásból került fel   | 12 000 000  | 2025.06.30.       |
| Középpályások          |                       |                         |                            |                                |                            |             |                   |
| 6                      | Gavi                  | ESP                     | Los Palacios y Villafranca | 2004. augusztus 5. (21 éves)   | Utánpótlásból került fel   | 60 000 000  | 2026.06.30.       |
| 8                      | Pedri                 | ESP                     | Tegueste                   | 2002. november 25. (22 éves)   | UD Las Palmas              | 140 000 000 | 2026.06.30.       |
| 14                     | Pablo Torre           | ESP                     | Soto de la Marina          | 2003. április 3. (22 éves)     | Girona FC                  | 6 000 000   | 2026.06.30.       |
| 16                     | Fermín López          | ESP                     | El Campillo                | 2003. május 11. (22 éves)      | Utánpótlásból került fel   | 50 000 000  | 2027.06.30.       |
| 17                     | Marc Casadó*          | ESP                     | Sant Pere de Vilamajor     | 2003. szeptember 14. (21 éves) | Utánpótlásból került fel   | 30 000 000  | 2028.06.30.       |
| 20                     | Dani Olmo             | ESP                     | Terrassa                   | 1998. május 7. (27 éves)       | RB Leipzig                 | 60 000 000  | 2030.06.30.       |
| 21                     | Frenkie de Jong       | NED                     | Arkel                      | 1997. május 12. (28 éves)      | AFC Ajax                   | 45 000 000  | 2026.06.30.       |
| 28                     | Marc Bernal*          | ESP                     | Berga                      | 2007. május 26. (18 éves)      | Utánpótlásból került fel   | 5 000 000   | 2026.06.30.       |
| Csatárok               |                       |                         |                            |                                |                            |             |                   |
| 7                      | Ferrán Torres         | spanyol                 | Foios                      | 2000. február 29. (25 éves)    | Manchester City FC         | 40 000 000  | 2027.06.30.       |
| 9                      | Robert Lewandowski    | POL                     | Varsó                      | 1988. augusztus 21. (36 éves)  | FC Bayern München          | 12 000 000  | 2026.06.30.       |
| 10                     | Ansu Fati             | ESP · GNB               | Bissau                     | 2002. október 31. (22 éves)    | Brighton & Hove Albion FC  | 5 000 000   | 2027.06.30.       |
| 11                     | Raphinha              | BRA · ITA               | Porto Alegre               | 1996. december 14. (28 éves)   | Leeds United FC            | 90 000 000  | 2027.06.30.       |
| 14                     | Marcus Rashford       | ENG                     | Manchester                 | 1997. október 31. (27 éves)    | Manchester United FC       | 50 000 000  | 2026.06.30.       |
| 18                     | Pau Víctor            | ESP                     | San Cugat del Vallés       | 2001. november 26. (23 éves)   | Girona FC                  | 4 000 000   | 2029.06.30.       |
| 19                     | Lamine Yamal          | ESP · Egyenlítői-Guinea | Esplugues de Llobregat     | 2007. július 13. (18 éves)     | Utánpótlásból került fel   | 200 000 000 | 2026.06.30.       |
| Kölcsönadott játékosok |                       |                         |                            |                                |                            |             |                   |
| Név                    | Poszt                 | Nemzetiség              | Születési hely             | Születési idő (kor)            | Kölcsönben itt             | Érték (€)   | Kölcsön lejárta   |
| Álex Valle             | védő                  | ESP                     | Badalona                   | 2004. április 25. (21 éves)    | Celtic FC                  | 4 500 000   | 2025.06.30.       |
| Oriol Romeu            | középpályás           | ESP                     | Ulldecona                  | 1991. szeptember 24. (33 éves) | Girona FC                  | 1 200 000   | 2025.06.30.       |

## A klub híres játékosai

### Spanyol labdarúgók
| - Jordi Alba - Paulino Alcántara - Thiago Alcântara - Guillermo Amor - Sergi Barjuán - José Mari Bakero - Txiki Begiristain - Sergio Busquets - Luis Enrique - Josep Escolà - Cesc Fàbregas - Abelardo Fernández - Albert Ferrer - Jon Andoni Goikoetxea - Marià Gonzalvo - Sígfrid Gràcia | - Josep Guardiola - Xavi Hernández - Andrés Iniesta - Bojan Krkić - Mariano Martín - Gaizka Mendieta - Migueli - Miguel Ángel Nadal - Ferran Olivella - Vicenç Piera - Gerard Piqué - Pedro - Pedri - José Manuel Pesudo - Carles Puyol - Antoni Ramallets | - Miguel Reina - Pepe Reina - Carles Rexach - Joaquim Rifé - César Rodríguez - Salvador Sadurní - Josep Samitier - Joan Segarra - Ramon Torralba - Antoni Torres - Javier Urruticoechea - Víctor Valdés - David Villa - Juan Zambudio Velasco - Martí Ventolrà - Ricardo Zamora | - Andoni Zubizarreta |

### Külföldi labdarúgók
| - Gary Lineker - Diego Maradona - Javier Mascherano - Lionel Messi - Hans Krankl - Adriano - Dani Alves - Philippe Coutinho - Maxwell - Neymar - Raphinha - Rivaldo - Romário - Ronaldinho - Ronaldo - Sylvinho | - Hriszto Sztoicskov - Robert Lewandowski - Samuel Eto’o - Alexis Sánchez - Claudio Bravo - Arturo Vidal - Ivan Rakitić - Michael Laudrup - Allan Simonsen - Andreas Christensen - Franck Kessié - Éric Abidal - Ludovic Giuly - Thierry Henry - Lilian Thuram - Antoine Griezmann | - Ousmane Dembélé - Jules Koundé - Phillip Cocu - Johan Cruyff - Frank de Boer - Patrick Kluivert - Ronald Koeman - Michael Reiziger - Frenkie de Jong - Czibor Zoltán - Kocsis Sándor - Kubala László - Plattkó Ferenc - Rafael Márquez - Bernd Schuster - Marc-André ter Stegen | - Eulogio Martínez - Cayetano Ré - Deco - Luís Figo - Zlatan Ibrahimović - Luis Suárez |  |

### Magyar labdarúgók
- Berkessy Elemér (1934–1936)
- Czibor Zoltán (1958–1961)
- Kubala László (1951–1961)
- Kocsis Sándor (1958–1966)
- Nyers István (1956–1957)
- Plattkó Ferenc (1923–1930)
- Simatoc Miklós (1950–1952)
- Szalay Tibor (1961–1962)

## Díjazott játékosok

### Spanyol gólkirályok

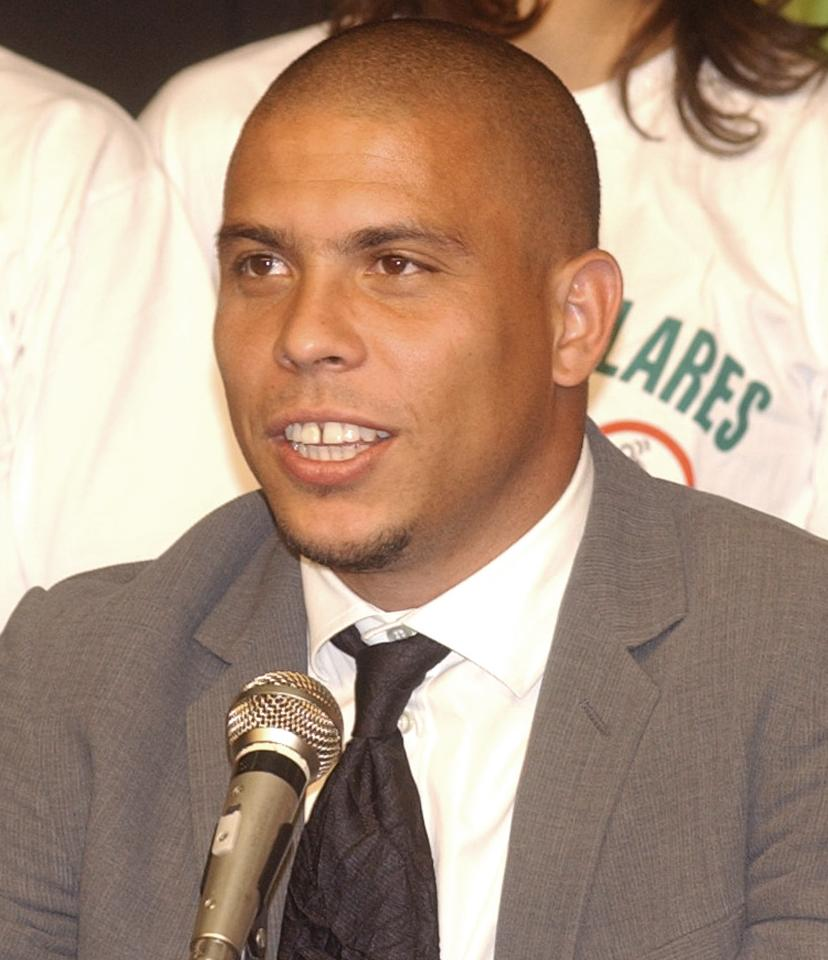
Ronaldo, az FC Barcelona 1996 – 97-es évben a legeredményesebb gólkirálya volt

Az FC Barcelona játékosai eddig 20 alkalommal szerezték meg a spanyol gólkirályi címet, a Pichichi-trófeát. Közülük kiemelkedik Lionel Messi, aki nyolc ízben is gólkirály lett, illetve 50 góljával eddig a klub legeredményesebb gólkirálya. Ezzel a teljesítménnyel Messi elnyerte az európai aranycipőt is.

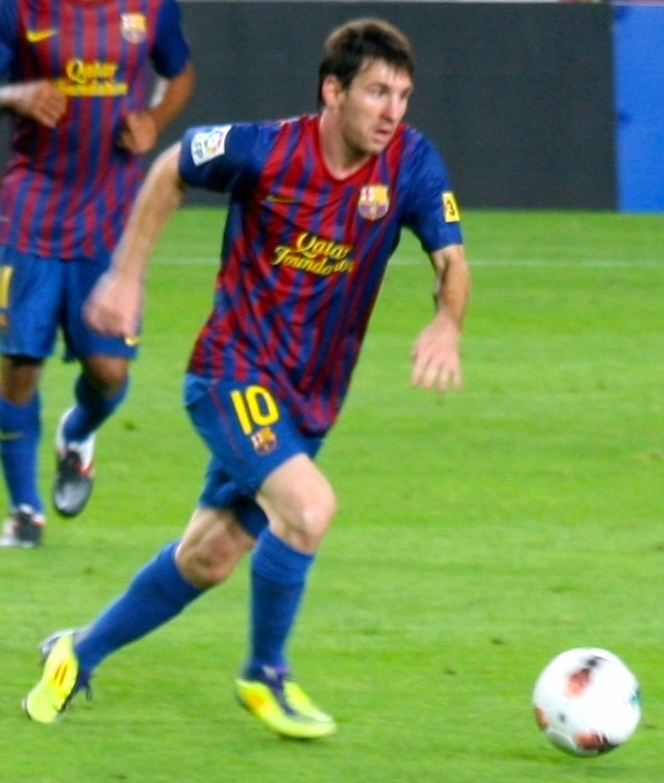
Lionel Messi a klub eddigi legeredményesebb játékosa, 6-szor Aranycipős, 6-szor Aranylabdás.

| Év      | Ország        | Játékos neve        | Gólok száma | Mérkőzések száma | Egyéb díj |
| ------- | ------------- | ------------------- | ----------- | ---------------- | --------- |
| 1942–43 | Spanyolország | Mariano Martín      | 32          | 23               |           |
| 1948–49 | Spanyolország | César Rodríguez     | 28          | 24               |           |
| 1964–65 | Paraguay      | Cayetano Ré         | 25          | 30               |           |
| 1970–71 | Spanyolország | Carles Rexach       | 17          | 28               |           |
| 1978–79 | Ausztria      | Hans Krankl         | 29          | 30               |           |
| 1980–81 | Spanyolország | Enrique Castro      | 20          | 30               |           |
| 1981–82 | Spanyolország | Enrique Castro      | 26          | 32               |           |
| 1993–94 | Brazília      | Romário             | 30          | 33               |           |
| 1996–97 | Brazília      | Ronaldo             | 34          | 37               | aranycipő |
| 2005–06 | Kamerun       | Samuel Eto’o        | 26          | 34               |           |
| 2009–10 | Argentína     | Lionel Messi        | 34          | 35               | aranycipő |
| 2011–12 | Argentína     | Lionel Messi        | 50          | 37               | aranycipő |
| 2012–13 | Argentína     | Lionel Messi        | 46          | 32               | aranycipő |
| 2015–16 | Uruguay       | Luis Alberto Suárez | 40          | 35               | aranycipő |
| 2016–17 | Argentína     | Lionel Messi        | 37          | 34               | aranycipő |
| 2017–18 | Argentína     | Lionel Messi        | 34          | 36               | aranycipő |
| 2018–19 | Argentína     | Lionel Messi        | 36          | 34               | aranycipő |
| 2019–20 | Argentína     | Lionel Messi        | 25          | 33               |           |
| 2020–21 | Argentína     | Lionel Messi        | 30          | 35               |           |
| 2022–23 | Lengyelország | Robert Lewandowski  | 23          | 34               |           |

### Aranylabdás labdarúgók

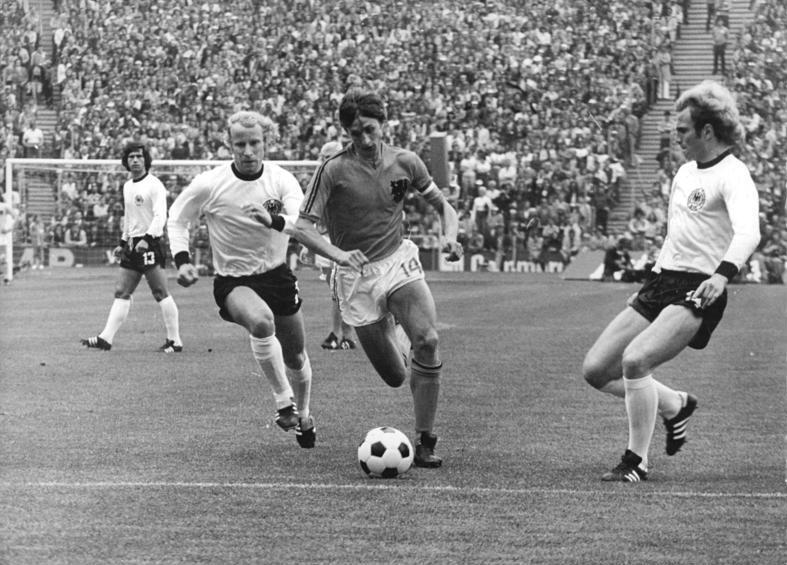
Johan Cruyff, az FC Barcelona kétszeres aranylabdás labdarúgója

Az aranylabda az európai labdarúgás legfontosabb egyéni trófeája, mellyel a legjobb teljesítményt nyújtó európai vagy Európában játszó labdarúgót díjazták. 2010-től a FIFA adja át a díjat. A France Football magazin által 1956-ban alapított Aranylabdát, és a FIFA év játékosa díjat vonták össze. 2016. szeptember 16-án bejelentették, hogy miután lejárt a FIFA és a France Football együttműködési szerződése, azt nem újítják meg, így az év legjobb játékosát a 2010 előtti gyakorlathoz visszatérve ismét a francia szaklap Aranylabda díjával jutalmazzák. Ezt a díjat a világon bárhol játszó futballista megkaphatja. Az FC Barcelona csapatából eddig hat labdarúgó nyerte el az aranylabdát. A legsikeresebb közülük Lionel Messi, aki hat alkalommal is elnyerte a trófeát.
| Év   | Ország        | Játékos neve       |
| ---- | ------------- | ------------------ |
| 1960 | Spanyolország | Luis Suárez        |
| 1973 | Hollandia     | Johan Cruyff       |
| 1974 | Hollandia     | Johan Cruyff       |
| 1994 | Bulgária      | Hriszto Sztoicskov |
| 1999 | Brazília      | Rivaldo            |
| 2005 | Brazília      | Ronaldinho         |
| 2009 | Argentína     | Lionel Messi       |
| 2010 | Argentína     | Lionel Messi       |
| 2011 | Argentína     | Lionel Messi       |
| 2012 | Argentína     | Lionel Messi       |
| 2015 | Argentína     | Lionel Messi       |
| 2019 | Argentína     | Lionel Messi       |

### Az év edzője (FIFA)
A FIFA Év edzője díjat a FIFA hozta létre 2010-ben. Ezt a díjat a világon bárhol dolgozó edző megkaphatja. Az FC Barcelona csapatából eddig két edző nyerte el.
| Év   | Edző            | Csapat    |
| ---- | --------------- | --------- |
| 2011 | Josep Guardiola | Barcelona |
| 2015 | Luis Enrique    | Barcelona |

### Az év labdarúgója (FIFA)

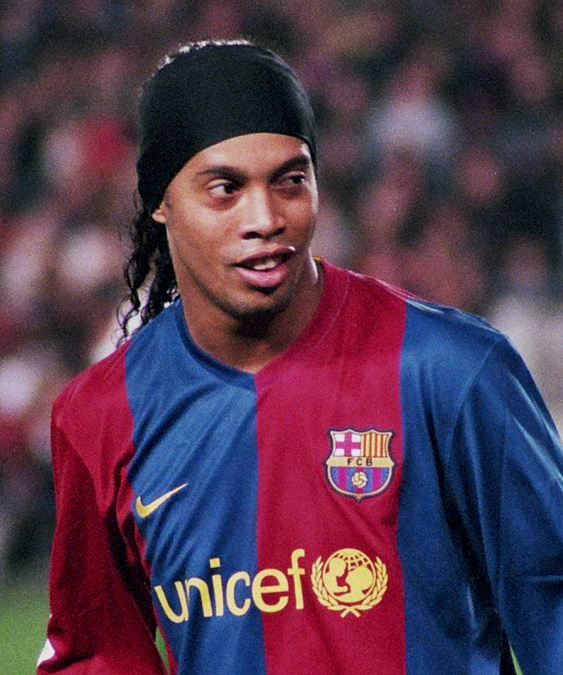
Ronaldinho, akit két alkalommal is megválasztottak az év legjobb labdarúgójának

Az év labdarúgója címmel a FIFA minden évben azt a labdarúgót díjazta, akit a nemzetközi labdarúgásban részt vevő csapatok edzőinek és kapitányainak szavazatai alapján az év legjobb játékosának választottak meg. Az FC Barcelona csapatából négy brazil származású labdarúgó választottak meg az év labdarúgójának. A legsikeresebb közülük Ronaldinho, aki két alkalommal is elnyerte a címet. Az 1991-ben alapított díjat 2010-ben megszüntette a FIFA és helyette létrehozta a FIFA Aranylabdát. 2016. szeptember 16-án bejelentették, hogy miután lejárt a FIFA és a France Football együttműködési szerződése azt nem újítják meg, így a FIFA újra átadja Az év labdarúgója elismerését.
| Év   | Ország    | Játékos neve |
| ---- | --------- | ------------ |
| 1994 | Brazília  | Romário      |
| 1996 | Brazília  | Ronaldo      |
| 1999 | Brazília  | Rivaldo      |
| 2004 | Brazília  | Ronaldinho   |
| 2005 | Brazília  | Ronaldinho   |
| 2009 | Argentína | Lionel Messi |
| 2019 | Argentína | Lionel Messi |

### Az év játékosa (UEFA)
Az év férfi labdarúgója-díjat az UEFA hozta létre 2011-ben, miután a France Football Magazin által alapított Aranylabdát összevonták a FIFA év játékosa díjjal és megszüntették az UEFA – Év labdarúgója díjat. Minden évben azt az Európában játszó labdarúgót díjazza, akit az újságírók szavazatai alapján az év legjobb játékosának választottak meg.
| Év      | Ország        | Játékos neve   |
| ------- | ------------- | -------------- |
| 2010–11 | Argentína     | Lionel Messi   |
| 2011–12 | Spanyolország | Andrés Iniesta |
| 2014–15 | Argentína     | Lionel Messi   |

### Az év labdarúgója (UEFA)
Az UEFA Év labdarúgója díjat az UEFA hozta létre 1998-ban. Minden évben azt az Európában játszó labdarúgót díjazták, akit az előző szezon legjobb játékosának választottak meg. A díjat a Legjobb Hátvéddel, a Legjobb Középpályással, a Legjobb Csatárral és az Év edzőjével együtt osztották ki minden egyes szezon végén Monacóban, az UEFA-szuperkupa előtt. A díjat 2011-ben felváltotta az év férfi labdarúgója-díj.
| Év      | Ország    | Játékos neve |
| ------- | --------- | ------------ |
| 2005–06 | Brazília  | Ronaldinho   |
| 2008–09 | Argentína | Lionel Messi |

### Legjobb hátvéd (UEFA)
Az UEFA Legjobb hátvéd díjat az UEFA hozta létre 1998-ban. Minden évben azt az Európában játszó labdarúgót díjazták, akit az előző Bajnokok Ligája szezon legjobb hátvédjének választottak meg. A díjat az Év labdarúgójával, a Legjobb Középpályással, a Legjobb Csatárral és az Év edzőjével együtt osztották ki minden egyes szezon végén Monacóban, az UEFA-szuperkupa előtt. 2011-ben a díjat megszüntették.
| Szezon    | Játékos      | Csapat    |
| --------- | ------------ | --------- |
| 2005–2006 | Carles Puyol | Barcelona |

### Legjobb középpályás (UEFA)
Az UEFA Legjobb középpályás díjat az UEFA hozta létre 1998-ban. Minden évben azt az Európában játszó labdarúgót díjazták, akit az előző Bajnokok Ligája szezon legjobb középpályásának választottak meg. A díjat az Év labdarúgójával, a Legjobb Hátvéddel, a Legjobb Csatárral és az Év edzőjével együtt osztották ki minden egyes szezon végén Monacóban, az UEFA-szuperkupa előtt. 2011-ben a díjat megszüntették.
| Szezon    | Játékos        | Csapat    |
| --------- | -------------- | --------- |
| 2005–2006 | Deco           | Barcelona |
| 2008–2009 | Xavi Hernández | Barcelona |

### Legjobb csatár (UEFA)
Az UEFA Legjobb csatár díjat az UEFA hozta létre 1998-ban. Minden évben azt az Európában játszó labdarúgót díjazták, akit az előző Bajnokok Ligája szezon legjobb csatárának választottak meg. A díjat az Év labdarúgójával, a Legjobb Hátvéddel, a Legjobb Középpályással és az Év edzőjével együtt osztották ki minden egyes szezon végén Monacóban, az UEFA-szuperkupa előtt. 2011-ben a díjat megszüntették.
| Szezon    | Játékos      | Csapat    |
| --------- | ------------ | --------- |
| 2004–2005 | Ronaldinho   | Barcelona |
| 2005–2006 | Samuel Eto’o | Barcelona |
| 2008–2009 | Lionel Messi | Barcelona |

### Az év edzője (UEFA)
Az UEFA Év edzője díjat az UEFA hozta létre 1998-ban. Minden évben azt az Európában dolgozó edzőt díjazták, aki az előző Bajnokok Ligája szezon győztes csapat edzője volt. A díjat az Év labdarúgójával, a Legjobb Hátvéddel, a Legjobb Középpályással és a Legjobb Csatárral együtt osztották ki minden egyes szezon végén Monacóban, az UEFA-szuperkupa előtt. 2006-ban a díjat megszüntették. A Barcelona egyetlen edzője, aki ezt a díjat megkapta (még fenn állt), Frank Rijkaard.
| Szezon    | Edző           | Csapat    |
| --------- | -------------- | --------- |
| 2005–2006 | Frank Rijkaard | Barcelona |

### Memorial Aldo Rovira díj
Az Aldo Roviráról elnevezett díjat, az FC Barcelona korábbi igazgatójának Josep Lluis Rovira-nak a fiáról nevezték el, aki 2009-ben tragikus körülmények között elhunyt. 2010 óta a Barcelona és a katalán média meghatározó személyiségei ítélik oda minden szezon után.
| Év      | Ország        | Játékos neve          |
| ------- | ------------- | --------------------- |
| 2009–10 | Argentína     | Lionel Messi          |
| 2010–11 | Argentína     | Lionel Messi          |
| 2011–12 | Franciaország | Éric Abidal           |
| 2012–13 | Argentína     | Lionel Messi          |
| 2013–14 | Argentína     | Javier Mascherano     |
| 2014–15 | Argentína     | Lionel Messi          |
| 2015–16 | Uruguay       | Luis Alberto Suárez   |
| 2016–17 | Argentína     | Lionel Messi          |
| 2017–18 | Argentína     | Lionel Messi          |
| 2018–19 | Spanyolország | Gerard Piqué          |
| 2019–20 | Németország   | Marc-André ter Stegen |
| 2020–21 | Spanyolország | Pedri                 |
| 2021–22 | Spanyolország | Gavi                  |
| 2022–23 | Németország   | Marc-André ter Stegen |
| 2023–24 | Spanyolország | Lamine Yamal          |

### A spanyol bajnokság legjobb kapusai
A Ricardo Zamora-trófeát a bajnoki szezon végén adományozzák a spanyol labdarúgó-bajnokság legjobb kapusának. Eddig az FC Barcelona tizenegy labdarúgója nyerte el ezt a díjat. Közülük a legkiemelkedőbb teljesítményt Antoni Ramallets és Víctor Valdés nyújtotta, akik öt alkalommal bizonyultak a bajnokság legjobb kapusának. Ezzel ők vezetik a kupa örökranglistáját is.

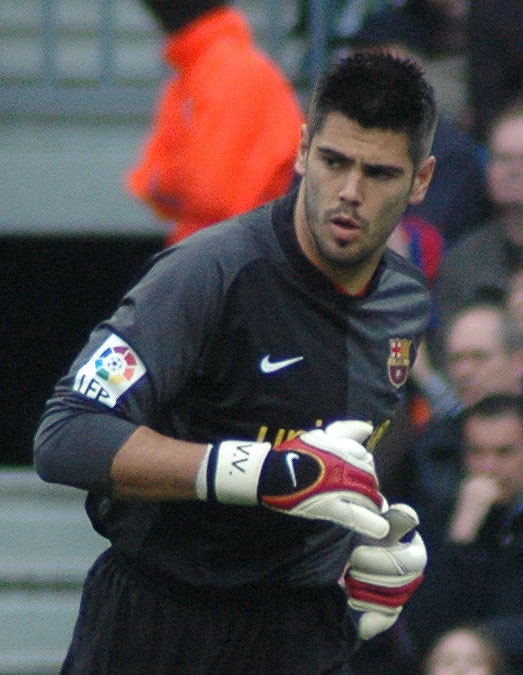
Víctor Valdés

| Év      | Ország        | Játékos neve          | Kapott gólok száma | Mérkőzések száma |
| ------- | ------------- | --------------------- | ------------------ | ---------------- |
| 1947–48 | Spanyolország | Juan Zambudio Velasco | 31                 | 26               |
| 1951–52 | Spanyolország | Antoni Ramallets      | 40                 | 28               |
| 1955–56 | Spanyolország | Antoni Ramallets      | 24                 | 29               |
| 1956–57 | Spanyolország | Antoni Ramallets      | 35                 | 29               |
| 1958–59 | Spanyolország | Antoni Ramallets      | 22                 | 28               |
| 1959–60 | Spanyolország | Antoni Ramallets      | 24                 | 27               |
| 1965–66 | Spanyolország | José Manuel Pesudo    | 15                 | 22               |
| 1968–69 | Spanyolország | Salvador Sadurní      | 18                 | 30               |
| 1972–73 | Spanyolország | Miguel Reina          | 21                 | 34               |
| 1973–74 | Spanyolország | Salvador Sadurní      | 22                 | 30               |
| 1974–75 | Spanyolország | Salvador Sadurní      | 19                 | 24               |
| 1977–78 | Spanyolország | Pedro María Artola    | 25                 | 29               |
| 1983–84 | Spanyolország | Javier Urruticoechea  | 26                 | 32               |
| 1986–87 | Spanyolország | Andoni Zubizarreta    | 29                 | 43               |
| 2004–05 | Spanyolország | Víctor Valdés         | 25                 | 35               |
| 2008–09 | Spanyolország | Víctor Valdés         | 31                 | 35               |
| 2009–10 | Spanyolország | Víctor Valdés         | 24                 | 38               |
| 2010–11 | Spanyolország | Víctor Valdés         | 16                 | 32               |
| 2011–12 | Spanyolország | Víctor Valdés         | 28                 | 35               |
| 2014–15 | Chile         | Claudio Bravo         | 19                 | 37               |
| 2022–23 | Németország   | Marc-André ter Stegen | 18                 | 38               |

## Egyéb statisztikák és rekordok
- Legeredményesebb játékos:  Paulino Alcántara 357 mérkőzésen 357 gólt szerzett 1912 és 1927 között
- Legeredményesebb játékos a spanyol labdarúgó-bajnokságban:  Lionel Messi 474 gólt szerzett 2004–2021
- Leghosszabb góllövési sorozat:  Mariano Martín tíz egymást követő mérkőzésen tizennyolc találatot ért el az 1943. február 14-től 1943. október 3-ig terjedő időszakban
- Az európai kupák legeredményesebb játékosa:  Lionel Messi 128 gólt szerzett 2004–2021 (120 UEFA-bajnokok ligája, 3 UEFA-szuperkupa 5 egyéb találat)

## Mez
Az első mez színei megegyeztek a játékosok által ma is viselt kék és gránátvörös színnel. A mez egyik oldala kék, a másik pedig gránátvörös volt. A mez ujja pedig a mez ujj felé eső oldalának színével ellentétes (kék vagy gránátvörös) volt. A nadrágnak a fehér színt választották. Azóta a mez számos változáson ment keresztül. A mezen 2006 óta az UNICEF logója látható.
A Barca hazai és vendég mezei a 2023–2024-es szezonig:

### Hazai mezek
| 1899–1910 | 1911–1913 | 1913–1920 | 1920–1939 | 1939–1949 | 1955 C. de Fires | 1950–1991 | 1991–1992 |  |

| 1992–1995 | 1995–1998 | 1997–98 | 1998–1999 | 1998–2000 | 2000–2001 | 2001–2002 | 2002–2003 |  |

| 2003–2004 | 2004–2005 | 2005–2006 | 2006–2007 | 2007–2008 | 2008–2009 | 2009–2010 | 2010–2011 |  |

| 2011–2012 | 2012–2013 | 2013–2014 | 2014–2015 | 2015-2016 | 2016-2017 | 2017-2018 | 2018-2019 |  |

| 2019–2020 | 2020–2021 | 2021–22 | 2022–23 | 2023–24 | 2024–25 |  |

### Vendég mezek
| 1899–1914 | 1914–1928 | 1928–1939 | 1939–1950 | 1950–1974 | 1974–1982 | 1982–1985 | 1985–1991 |  |

| 1989 | 1991–1992 | 1992–1995 | 1995–1997 | 1997–1998 | 1998–1999 | 1999–2001 | 2001–2002 |  |

| 2002–2003 | 2003–2004 | 2004–2005 | 2005–2006 | 2006–2007 | 2007–2008 | 2008–2009 | 2009–2010 |  |

| 2010–2011 | 2011–2012 | 2012–2013 | 2013–2014 | 2014–2015 | 2015–2016 | 2016-2017 | 2017-2018 |  |

| 2018–2019 | 2019–2020 | 2020–2021 | 2021–22 | 2022–23 | 2023–24 | 2024–25 |  |

## Elnökség
Frissítve: 2021. november 5-én: 
| Elnök                                                                          | Joan Laporta             |
| Alelnök                                                                        | Jordi Cardoner           |
| A Barça Alapítvány első alelnöke és igazgatója                                 | Rafael Yuste Abel        |
| Alelnök a gazdasági és méltányosságért, valamint az Espai Barçaért felelős     | Eduard Romeu Barcelo     |
| Intézményi alelnök                                                             | Elena Fort Cisneros      |
| A kereskedelmi terület alelnöke                                                | Oriol Tomàs              |
| A labdarúgó csapatért felelős igazgató                                         | Javier Bordas            |
| Igazgatósági tag, a női csapatért, a Barcelona B-ért és az ifjúsági futballért | Xavier Vilajoana         |
| Titkár                                                                         | Josep Cubells Ribe       |
| Kincstárnok                                                                    | Ferran Olive Canovas     |
| Testületi tagok                                                                | Josep Maria Albert Turco |

## Jelenlegi technikai stáb
2021. november 5-től:
| Vezetőedző                                 | Hansi Flick |
| Asszisztens edzők                          | Felip Ortiz |
| Sportigazgató                              | Ramon Planes |
| Vezérigazgatók                             | Òscar Grau Mateu Alemany |
| Vezetési tanácsadó                         | Jordi Cruyff |
| Erőnléti edzők                             | Albert Roca Dani Romero |
| Kondiciónáló edző                          | Jaume Bartrés |
| Kapusedző                                  | José Ramón de la Fuente |
| Főelemző                                   | Raúl Peláez |
| Technikai asszisztens                      | Joan Barbarà |
| Vezető megfigyelő                          | José Mari Bakero |
| Megfigyelők                                | Jordi Melero Urbano Ortega Miki Albert Carles Rexach Josep Moratalla Nino Lema Bojan Krkić Juan Carlos Rojo Jon Andoni Goikoetxea |
| Fizioterapeuták                            | Daniel Benito Juanjo Brau Xavi López Xavi Linde Xavier Elain Jordi Mesalles Sebas Salas                                           |
| Orvosok                                    | Daniel Florit Ricard Pruna Xavier Yanguas                                                                                         |
| FC Barcelona B csapat vezetőedzője         | Sergi Barjuán |
| FC Barcelona B csapat technikai igazgatója | José Mari Bakero |
| Akadémia igazgató (La Masia)               | Jordi Roura |
| Felderítők vezetője                        | Álex García |
| Az ifjúsági futball vezetője               | Patrick Kluivert |
| Juvenil A vezetője                         | Franc Artiga |
| Juvenil B vezetője                         | Òscar López |
| Képviselő                                  | Carles Naval |
| Intézményi és sportkapcsolatok             | Guillermo Amor |

## A stadion

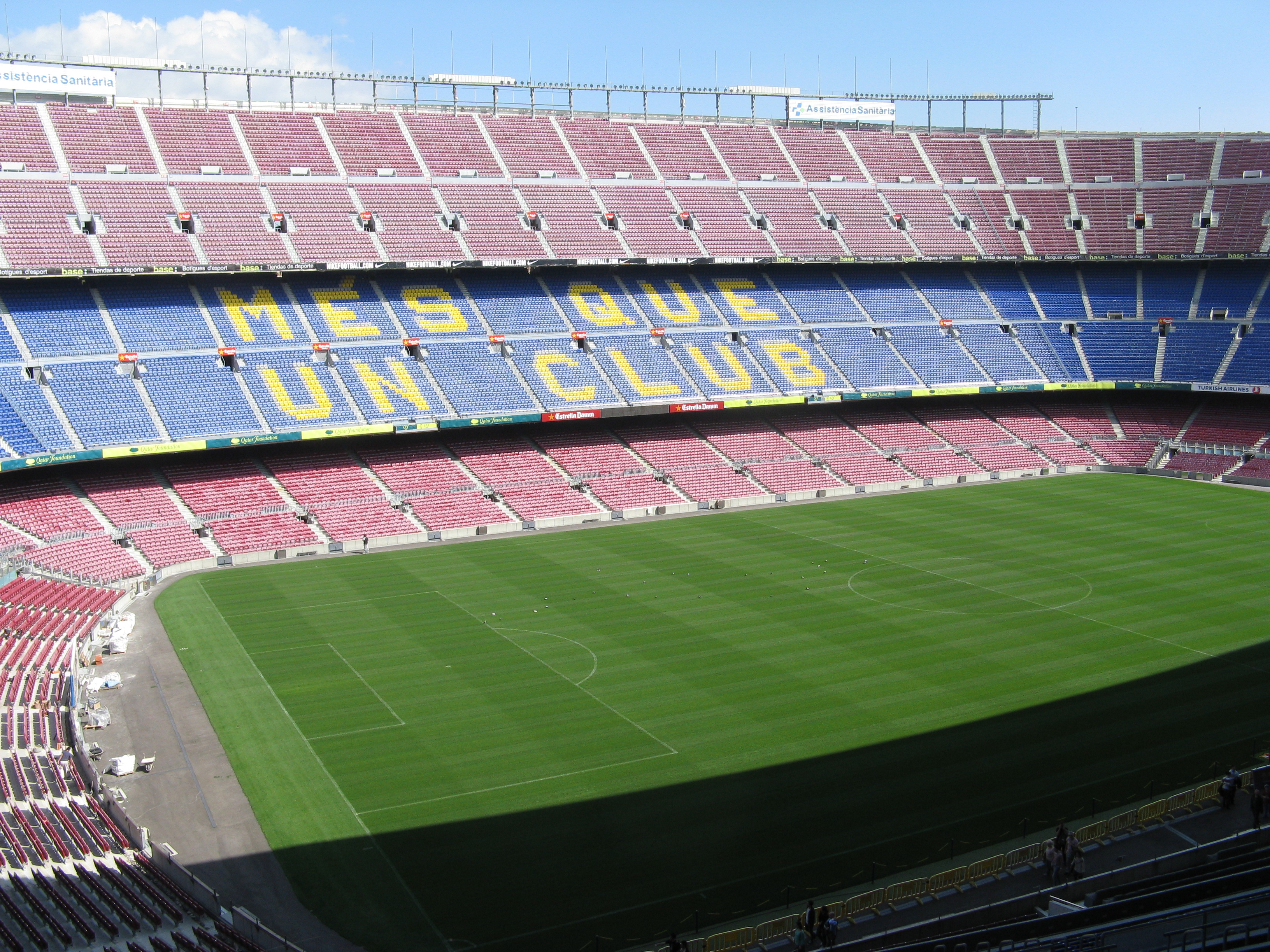
Camp Nou stadion

- Név: Camp Nou
- Város: Barcelona
- Befogadóképesség: 99 354 fő
- Felavatás: 1957. szeptember 24.
- Játéktér: 105 x 72 m
- Más egységek: La Masía

## Himnusz
Az FC Barcelona indulóját, melynek címe katalán nyelven El cant del Barça, Manuel Valls Gorina szerezte a klub fennállásának 75. évfordulójára. A szöveget Jaume Picas és Josep M. Espinàs írták. Az indulót 1974. november 27-én énekelték el először az évforduló tiszteletére rendezett ünnepségen.
| katalán nyelven | spanyol fordítás | magyar fordítás |
| --- | --- | --- |
| Tot el camp És un clam Som la gent blaugrana Tant se val d’on venim Si del sud o del nord Ara estem d’acord, estem d’acord, Una bandera ens agermana Blaugrana al vent Un crit valent Tenim un nom, el sap tothom: Barça, Barça, Baaarça! Jugadors, seguidors Tots units fem força Són molts anys plens d’afanys Són molts gols que hem cridat I s’ha demostrat, s’ha demostrat Que mai ningú no ens podrà tòrcer Blaugrana al vent Un crit valent Tenim un nom, el sap tothom: Barça, Barça, Baaarça! | Todo el campo Es un clamor Somos la gente azulgrana No importa de dónde vengamos Si del sur o del norte Ahora estamos de acuerdo, estamos de acuerdo Una bandera nos hermana Azulgrana al viento Un grito valiente Tenemos un nombre, lo saben todos: ¡Barça, Barça, Baaarça! Jugadores, seguidores Todos unidos hacemos fuerza Son muchos años llenos de afición Son muchos goles que hemos gritado Y se ha demostrado, se ha demostrado Que nunca nadie nos podrá vencer Azulgrana al viento Un grito valiente Tenemos un nombre, lo saben todos: ¡Barça, Barça, Baaarçca! | Az egész stadion Egy nagy hangzavar Mi vagyunk a kék-vörösek Nem számít honnan jövünk Délről-e vagy északról Most egyek vagyunk, egyek vagyunk Egy zászló minket összeköt Kék-vörös a szélben Egy bátor kiáltás Van egy nevünk, mindenki tudja: Barça, Barça, Baaarça! Játékosok, szurkolók Együtt erősek vagyunk Annyi lelkesedéssel teli év Annyi gólt kiáltottunk S bebizonyosodott, bebizonyosodott Hogy soha senki minket legyőzni nem fog Kék-vörös a szélben Egy bátor kiáltás Van egy nevünk, mindenki tudja: Barça, Barça, Baaarça! |

## A klub edzői
A klubnak összesen eddig 68 edzője volt. Legtovább, Johan Cruijff volt, aki 8 szezonon keresztül vezette a csapatot 1988-tól 1996-ig. A klub legsikeresebb korszakát Josep Guardiolával élte át, amikor is a csapat egy idény alatt megnyert mindent. A klub eddigi összes edzője:
- John Barrow (1917)
- Jack Greenwell (1917–24)
- Pozsonyi Imre (1924–25)
- Ralph Kirby (1925–26)
- Romà Forns (1927–29)
- Jack Bellamy (1929–31)
- Jack Greenwell (1931–33)
- Jack Domby (1933–34)
- Plattkó Ferenc (1934–35)
- Patrick O'Connell (1935–37)
- Josep Planas (1939–41)
- Ramón Guzmán (1941–42)
- Joan Josep Nogués (1942–44)
- Josep Samitier (1944–47)
- Enrique Fernández (1947–50)
- Ramón Llorens (1950)
- Ferdinand Daucik (1950–54)
- Sandro Puppo (1954–55)
- Plattkó Ferenc (1955–56)
- Domènec Balmanya (1956–58)
- Helenio Herrera (1958–60)
- Enric Rabassa (1960)
- Ljubiša Broćić (1960–61)
- Enrique Orizaola (1961)
- Lluís Miró (1961–62)
- Kubala László (1962–63)
- Josep Gonzalvo (1963)
- César Rodríguez (1963–65)
- Vicenç Sassot (1964–65)
- Roque Olsen (1965–67)
- Salvador Artigas (1967–69)
- Josep Seguer (1969–70)
- Vic Buckingham (1969–71)
- Marinus Michels (1971–75)
- Hennes Weisweiler (1975–76)
- Laureano Ruiz (1976)
- Marinus Michels (1976–78)
- Lucien Müller (1978–79)
- Joaquin Rifé (1979–80)
- Helenio Herrera (1980)
- Kubala László (1980)
- Helenio Herrera (1980–81)
- Udo Lattek (1981–83)
- José Luis Romero (1983)
- César Luis Menotti (1983–84)
- Terry Venables (1984–87)
- Luis Aragonés (1987–88)
- Carlos Rexach (1988)
- Johan Cruijff (1988–96)
- Carlos Rexach (1996)
- Bobby Robson (1996–97)
- Louis van Gaal (1997–2000)
- Llorenç Serra Ferrer (2000–01)
- Carlos Rexach (2001–02)
- Louis van Gaal (2002–03)
- Radomir Antić (2003)
- Frank Rijkaard (2003–2008)
- Josep Guardiola (2008–2012)
- Tito Vilanova (2012–2013)
- Jordi Roura (2013)
- Gerardo Martino (2013–2014)
- Luis Enrique (2014–2017)
- Ernesto Valverde (2017–2020)
- Quique Setién (2020)
- Ronald Koeman (2020–2021)
- Sergi Barjuán (2021)
- Xavier Hernández (2021–2024)
- Hansi Flick (2024–)

## A klub elnökei
Eddig összesen 48 elnöke volt a Barcelona csapatának, 2 alkalommal volt Elnöki tanács és 1 alkalommal Átmeneti adminisztratív tanács. Legtovább, Josep Lluís Núñez volt a klub elnöke, aki 1978-tól 2000-ig töltötte be ezt a pozíciót. A klub eddigi összes elnöke:
| Név                     | Tól  | Ig   | Név                            | Tól  | Ig   |
| ----------------------- | ---- | ---- | ------------------------------ | ---- | ---- |
| Walter Wild             | 1899 | 1901 | Esteve Sala                    | 1934 | 1935 |
| Bartomeu Terrades       | 1901 | 1902 | Josep Sunyol                   | 1935 | 1936 |
| Paul Haas               | 1902 | 1903 | Elnöki tanács                  | 1936 | 1939 |
| Arthur Witty            | 1903 | 1905 | Joan Soler                     | 1939 | 1940 |
| Josep Soler             | 1905 | 1906 | Enrique Piñeyro                | 1940 | 1942 |
| Juli Marial             | 1906 | 1908 | Josep Vidal-Ribas              | 1942 | 1942 |
| Vicenç Reig             | 1908 | 1908 | Enrique Piñeyro                | 1942 | 1943 |
| Hans Gamper             | 1908 | 1909 | Josep Antoni de Albert         | 1943 | 1943 |
| Otto Gmelin             | 1909 | 1910 | Josep Vendrell                 | 1943 | 1946 |
| Hans Gamper             | 1910 | 1913 | Agustí Montal i Galobart       | 1946 | 1952 |
| Francesc de Moxó        | 1913 | 1914 | Enric Martí Carreto            | 1952 | 1953 |
| Àlvar Presta            | 1914 | 1914 | Francesc Miró-Sans             | 1953 | 1961 |
| Joaquim Peris de Vargas | 1914 | 1915 | Enric Llaudet                  | 1961 | 1968 |
| Rafael Llopart          | 1915 | 1916 | Narcís de Carreras             | 1968 | 1969 |
| Gaspar Rosés            | 1916 | 1917 | Agustí Montal i Costa          | 1969 | 1977 |
| Hans Gamper             | 1917 | 1919 | Raimon Carrasco i Azemar       | 1977 | 1978 |
| Ricard Graells          | 1919 | 1920 | Josep Lluís Núñez              | 1978 | 2000 |
| Gaspar Rosés            | 1920 | 1921 | Joan Gaspart i Solves          | 2000 | 2003 |
| Hans Gamper             | 1921 | 1923 | Enric Reyna i Martínez         | 2003 | 2003 |
| Enric Cardona           | 1923 | 1924 | Átmeneti adminisztratív tanács | 2003 | 2003 |
| Hans Gamper             | 1924 | 1925 | Joan Laporta                   | 2003 | 2006 |
| Arcadi Balaguer         | 1925 | 1929 | Elnöki tanács                  | 2006 | 2006 |
| Tomàs Rosés             | 1929 | 1930 | Joan Laporta                   | 2006 | 2010 |
| Gaspar Rosés            | 1930 | 1931 | Sandro Rosell                  | 2010 | 2014 |
| Antoni Oliver           | 1931 | 1931 | Josep Maria Bartomeu           | 2014 | 2020 |
| Joan Coma               | 1931 | 1934 | Joan Laporta                   | 2021 | -    |